# 速霸陸客製工房
速霸陸客製工房（日语：スバルカスタマイズ工房）乃是2003年至2011年間由日本富士重工業（今速霸陸）創立、位於群馬縣伊勢崎市的子公司，是一家專門打造巴士車身的客車製造業者。原本設置的目的除了替日產柴油工業（今UD卡車，以下簡稱日產柴油）所生產的巴士做售後服務、中古翻新之外，也兼做速霸陸車系的特殊客製化車款。不過隨著這些業務日漸萎縮，2011年4月1日母公司將之與伊勢崎工廠併入桐生工業。本條目之主軸為該公司主力產品：巴士車身。

## 概要
原本該公司的主要業務是替從民生柴油工業演變而來的日產柴油工業等大型車輛製造業者打造車身，1980年代時市場佔有率穩居龍頭地位。隨著日本人民私家車數量增加，巴士的生產數量逐年減少；而且底盤製造廠（大部份是大型車輛製造廠的子公司）轉型為車身製造廠（（英文）coachbuilder），可獨力完成車體、底盤，使得該公司的業務雪上加霜。1997年起三菱扶桑和日野汽車陸續退出巴士製造的市場，1999年五十鈴汽車停止供應底盤，最大客戶日產柴油工業更在2002年1月轉單給西日本車體工業，同年5月富士重工業判斷此業務難以延續，遂忍痛在2003年3月停止伊勢崎工廠的業務。後來該公司轉型，替以往的巴士車體做售後服務，另外也受母公司之託生產速霸陸Impreza、Legacy等車系的特製車。

## 歷史沿革
第二次世界大戰日本戰敗後，GHQ下令解散中島飛機，並易名為「富士產業株式會社」。為了員工的生計，原本戰前生產海軍專用飛機的小泉工廠申請設立小泉車體製作所，轉為生產巴士車身。1946年該工廠遂以中古日產180型卡車（（日語）ニッサン180型トラック）底盤，完成超硬鋁車體的平頭式（cab over）T1型巴士。翌年小泉車體製作所解散，其巴士車體業務由富士産業伊勢崎工廠接收。在GHQ的主導下，後者替GMC CCKW 353軍用卡車架裝圓形車頂的T3型和前窗凹入的T5型等二種車體；美國GMC後置引擎的佈局方式也悄悄影響了日本巴士車壇。
1949年伊勢崎工廠仿效美製巴士，完成由百瀨晉六設計的「富士號」（（日語）ふじ号）巴士，這是日本汽車史上第一輛後置引擎、無框架單體結構（或稱應力外皮結構）的巴士，流用五十鈴BX91G巴士的後輪軸以及直列二缸、最大馬力達60ps的民生產業（民生柴油工業之前身）KD2型縱置式柴油引擎。1950年GHQ命令富士產業拆分成12家公司，其中吞龍、三鷹工廠併成富士工業，伊勢崎工廠則改組成富士汽車工業。同年民生產業發表搭載KD3型橫置式柴油引擎的Condor BR3型巴士，其車體由富士汽車工業與民生產業共同開發，並由前者架裝。1954年推出原廠代號「9型」車體，前窗由曲面玻璃構成，A柱向著前窗上緣傾斜；但正式量產後稱作「11型」。
1955年該公司以三菱扶桑R32型底盤，搭配自行生產的12公尺長、四折式車門的「7型」車體，搭載美國康明斯160ps引擎，外銷到智利。這款巴士在當地一炮而紅，2年內獲得約600輛的訂單。1956年透過東京急行電鐵的介紹，完成後置引擎的五十鈴BA3型巴士。翌年完成具有氣壓可調式懸吊系統的民生Condor RFA型巴士，獲得國鐵巴士（（日語）国鉄バス）採用，從此後者一律採用民生產業製造的巴士，直到日本國有鐵道改組成JR集團為止。國鐵巴士下單110輛後，1959年開始陸續交貨，同時該公司也負責架裝東京都電車杉並線路面電車的車體，以及三菱扶桑MAR470型、五十鈴BC151型等巴士車身。為了節省人力成本的趨勢，1960年開發出一人控制巴士，設置投幣箱、換鈔機等實用化裝置以減輕司機之負擔。
值得一提的是，富士重工業跨足汽車領域的試作車「速霸陸1500」、暱稱瓢蟲的「速霸陸360」皆是在伊勢崎工廠（富士汽車工業）開發、製造，直到1961年速霸陸360的生產線移往群馬縣太田市的群馬工廠。1962年開發出三菱扶桑MAR820改型高速巴士，獲得國鐵巴士命名為7型高速巴士；同時無軌電車車體成為該公司熱銷之產品。1963年出品的三菱扶桑MAR450型乃是日本第一輛超大型前二軸（長度12公尺）巴士，車廂內的空調系統採用一體式冷卻器，專門作為京都地區觀光巴士之用。1964年13型B（通稱3B型）觀光巴士開發完成，並導入日本第一條裝配線式巴士生產線。翌年調整公司組織架構，巴士車輛業務留在伊勢崎工廠，群馬工廠則分離出去。1969年開始生產三菱扶桑B906R型、日產柴油V8RA120型等巴士給國鐵東名高速巴士（（日語）東名ハイウェイバス）使用，另外為了填補淡季期間的產能，開始在淡季時生產搭載羅賓發動機的稻穀脫殼機；翌年甚至也開始生產露營拖車。1970年對該公司而言是個發展轉折點，由於專心投入巴士車體的業務，全年共打造1,700輛，其中日產柴油佔44%、五十鈴23%、三菱扶桑13%、日野11%、豐田1.5%、日産僅1.5%。
1971年開發出全自動循環式投幣箱，減輕司機的工作負擔，同年起啟動中古巴士車體的修理翻新業務。1972年開發13E型低底盤巴士（日產柴油PR105改型），翌年開發出車載用冷飲自動販賣機；1979年開發巴士用雙蒸發器式直結冷卻器。1980年全年共打造2,300輛巴士車體，達到另一生產高峰。1987年以富豪B10M底盤為基礎，發展出富豪Asterope型巴士（原廠代號P-B10MB型）；1990年代初期陸續發展出富豪Asterope Superior型（原廠代號U-B10MC型）等產品。可惜好景不常，1997年三菱、日野陸續退出巴士製造市場，該公司頓失二大客戶，1998年全年只出產了760輛。2002年1月23日最大客戶日產柴油宣布將轉單給西日本車體工業，直接衝擊到該公司，同年5月17日宣布不再架裝新巴士車身。2003年3月28日向東濃鐵道交付最後一輛日產柴油Space Arrow型巴士後，伊勢崎工場吹起熄燈號，6月1日獨立成速霸陸客製工房，除了做巴士車體的售後服務外，另受母公司之託生產速霸陸Impreza、Legacy等的特製車輛。
後來該公司試圖拓展其他業務，譬如2005年發表選物販賣機「接合名人」（（日語）くっつけ名人，暫譯）、駕駛模擬遊戲機「街道戰爭競走名人」（（日語）街道バトル つっ走り名人，暫譯），並參加同年2月舉辦的AOU日本娛樂機器博覽會。可惜到了2011年4月1日，該公司與桐生工業合併，同時停止製造福祉車輛。

## 產品一覽

### 1型-11型 1946年-1962年製造

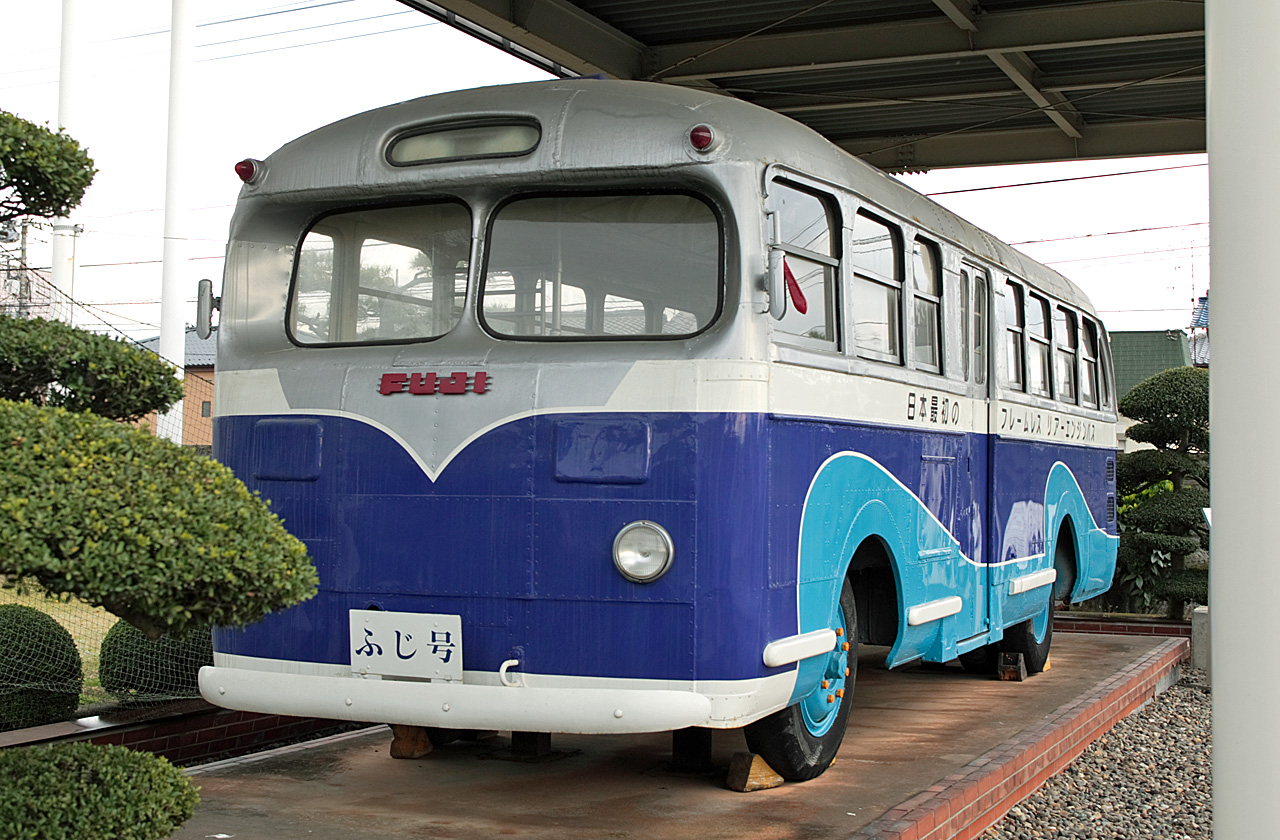
R5型：富士號

- 1型
- 3型
- 5型
- 7型
- 9型
- 11型

- R5型：富士號

### R13型 1963年-1982年製造
- 13型
- 13型A（3A）
- 13型B（3B）前窗上方擴大

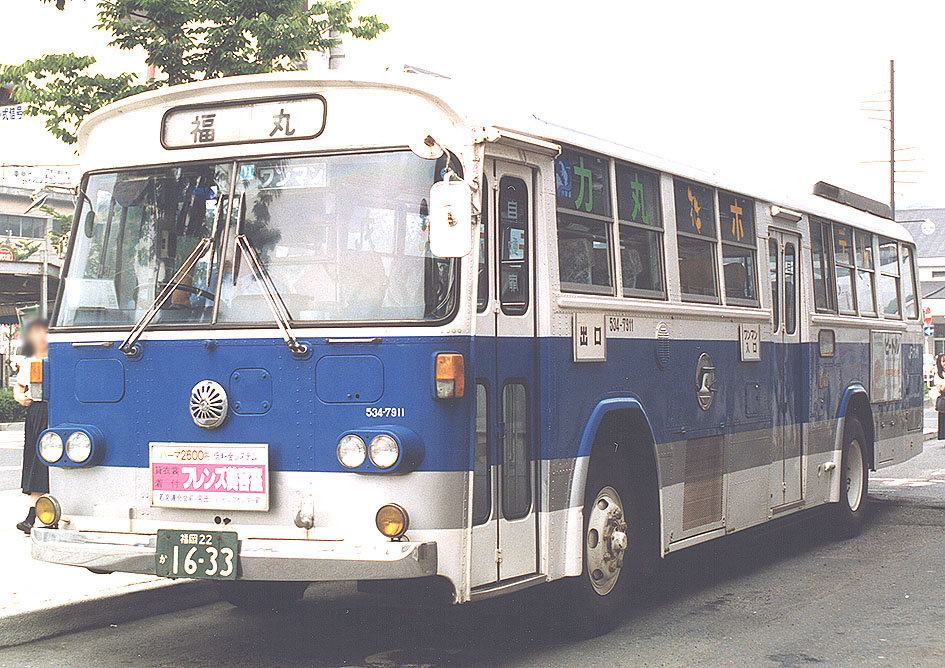
13型：三菱扶桑B805L，九州旅客鐵道
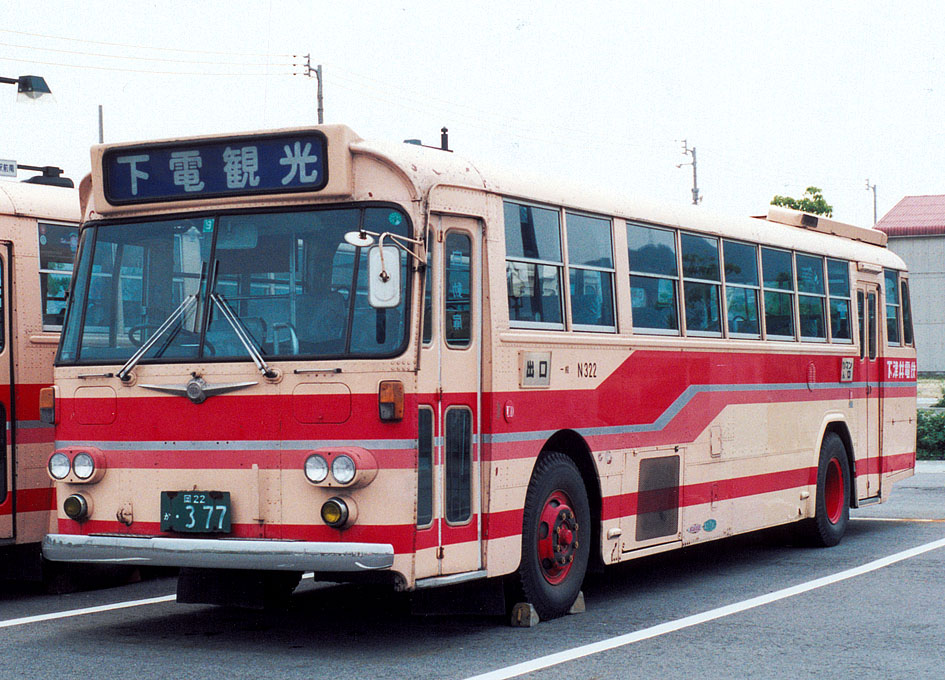
13型：日產柴油U20N，下津井電鐵
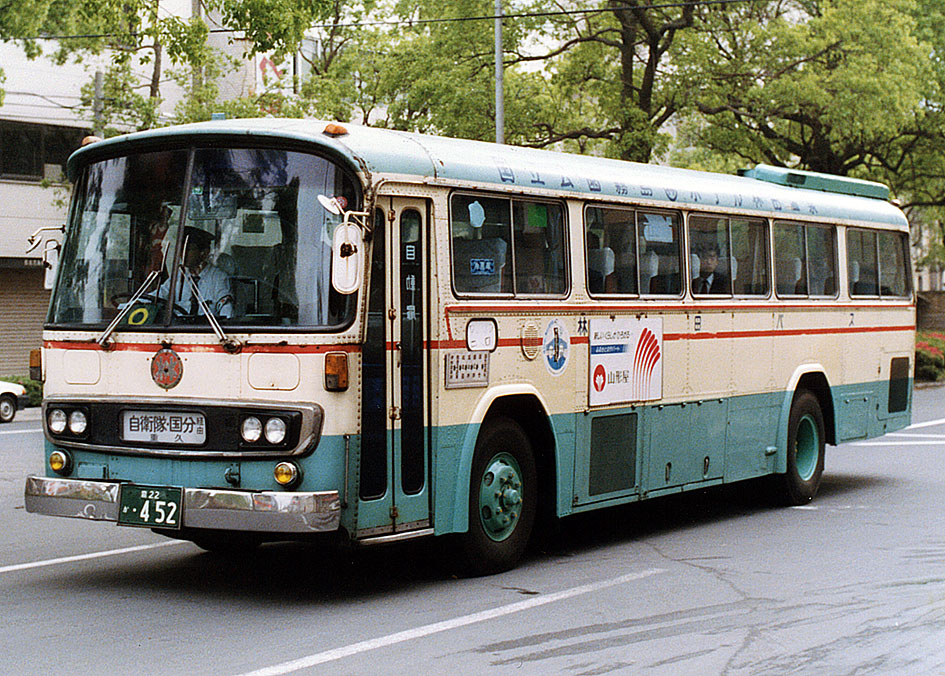
13型B：三菱扶桑B806L，林田產業交通
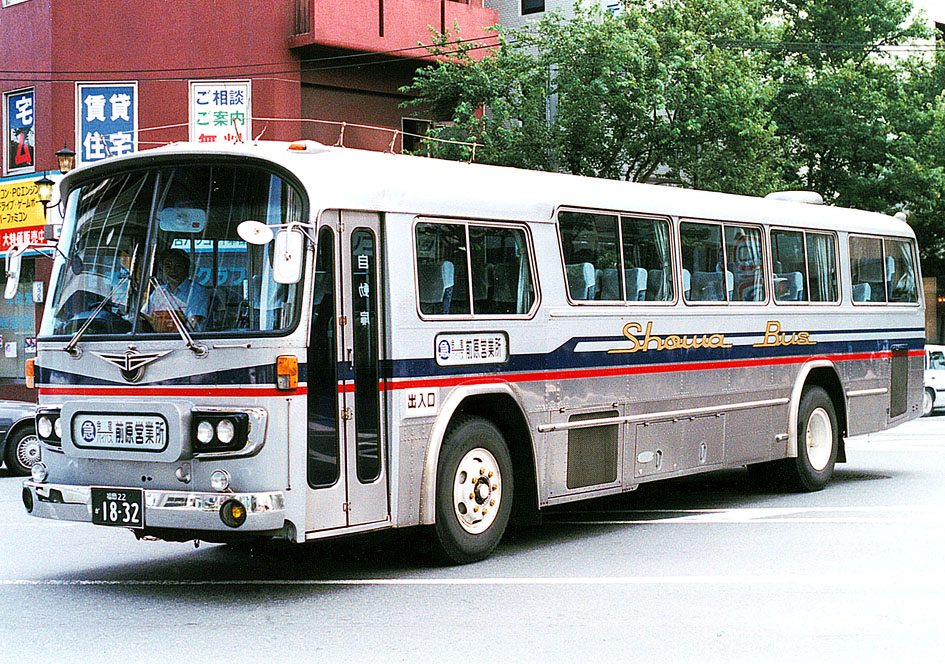
13型B：日野RV730P，昭和自動車

- 13型D（3D）
- 13型E（3E）

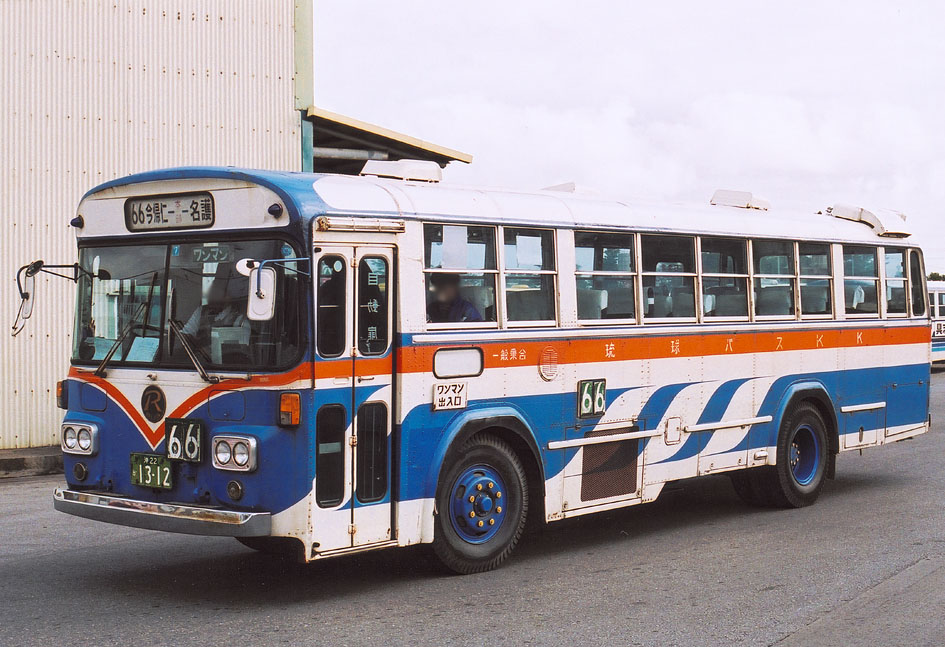
3E：日產柴油U20H改，琉球巴士
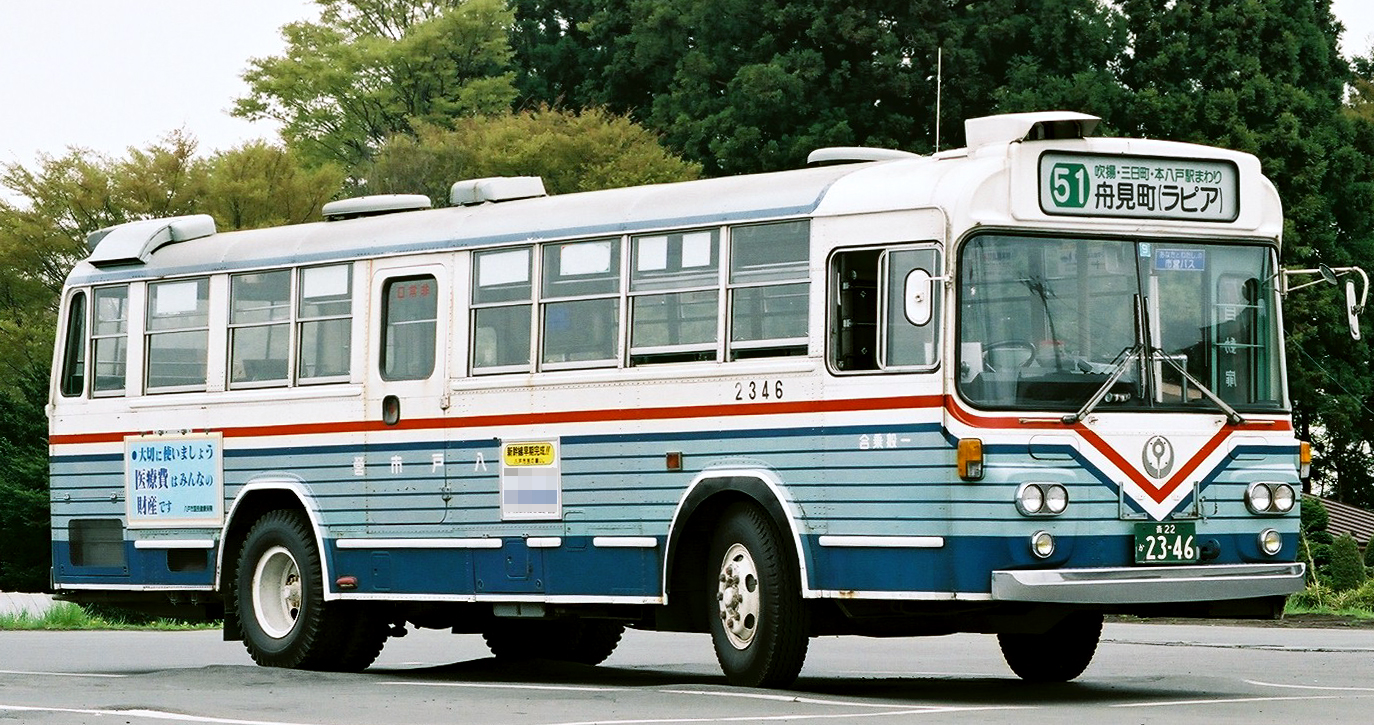
3E：五十鈴CLM470，八戶市交通部
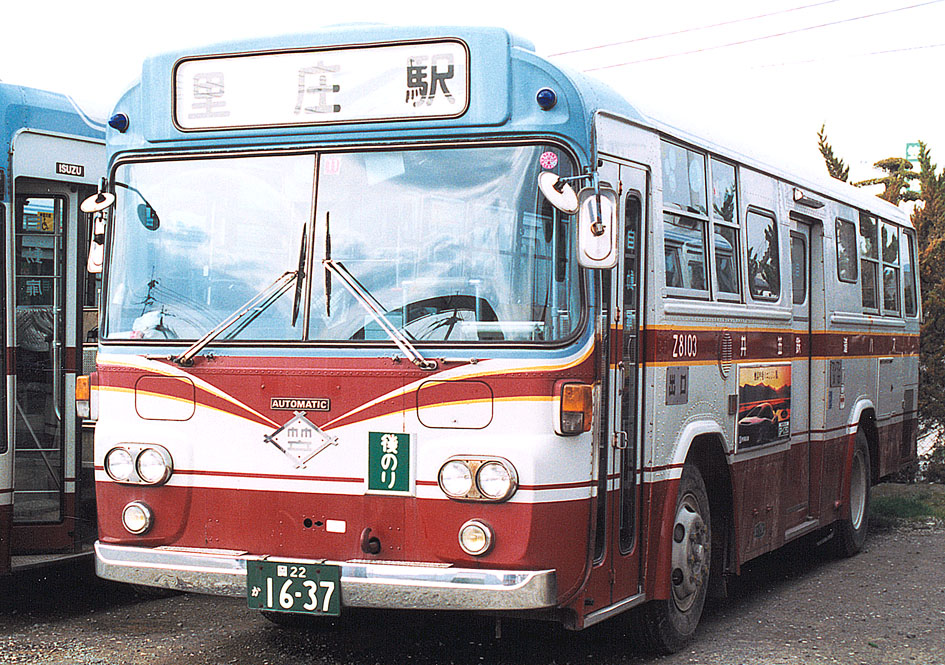
3E：五十鈴K-ECM430，井笠鐵道

- 13型S（S Deker）第2柱上方車頂附通氣窗
- 13型G（G Deker）第4柱起車頂較為高聳
- 13型P（P Deker）通氣窗比G Deker擴大，且車廂天花板設置容納小電視的空間
- 13型R1（R1 Full Deker）前窗上方增設通氣窗
- 13型R2（R2 Full Deker）前窗上方擴大

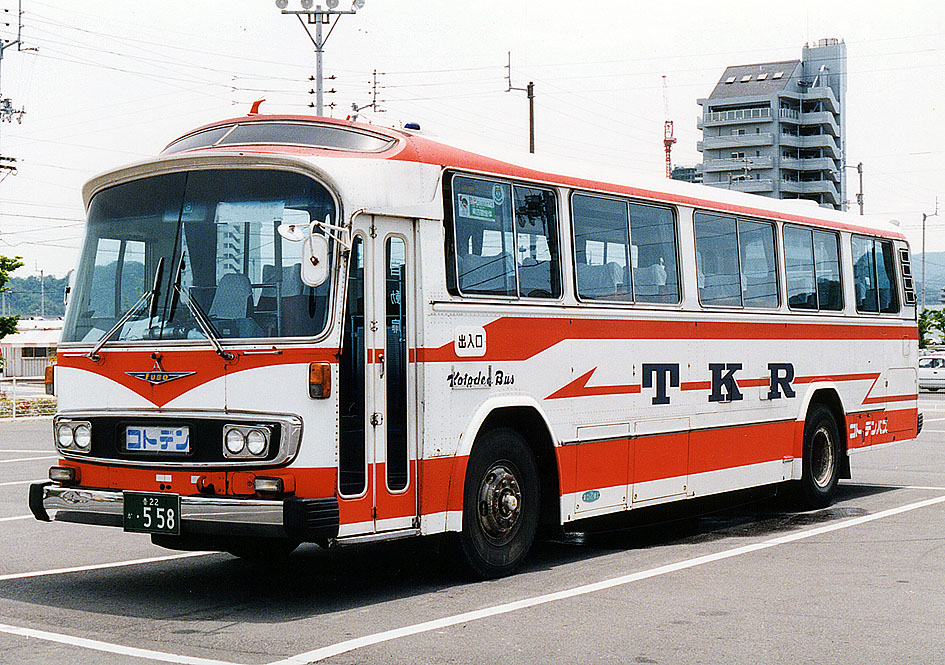
S Deker：三菱扶桑MS512N，高松琴平巴士（日语：ことでんバス）
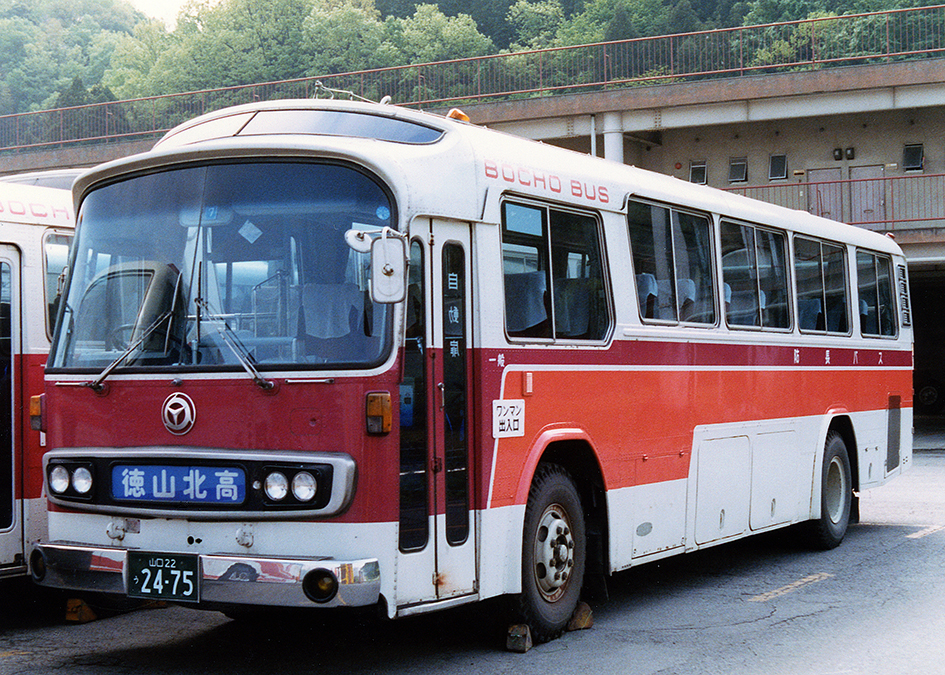
S Deker：日野RV731P，防長交通
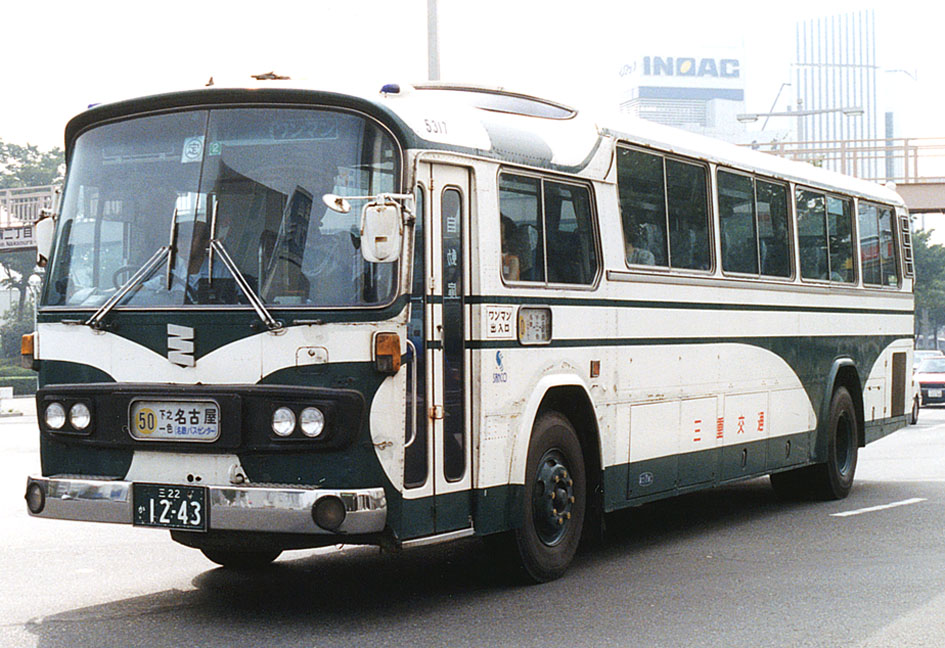
G Deker：五十鈴K-CSA650，三重交通
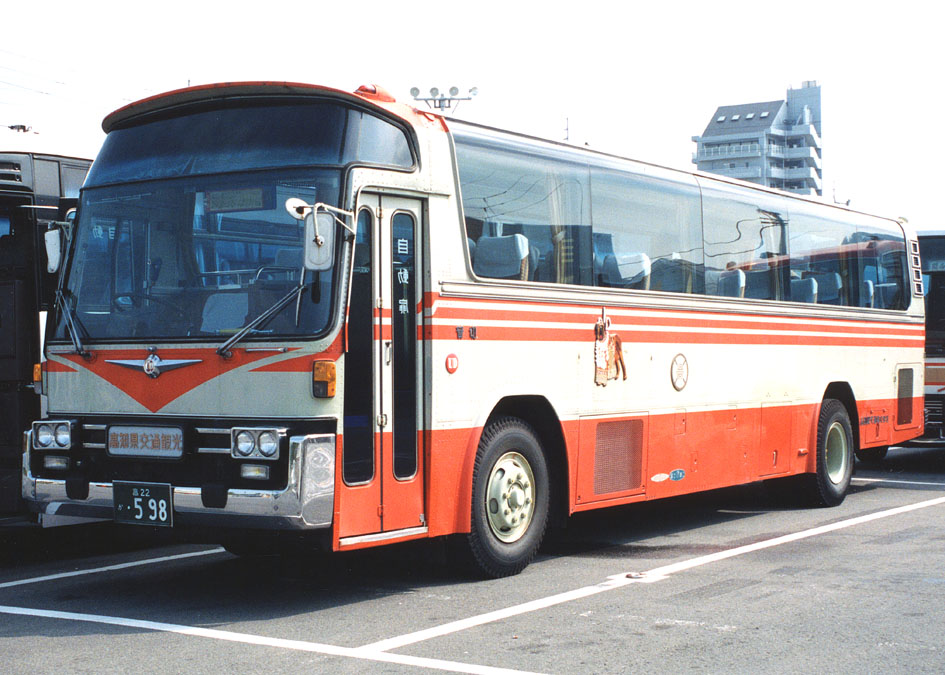
R1 Full Deker：日產柴油RA50P，高知縣交通

### R14型 1975年-1982年製造
- 14型
- 14型B（4B）
- 14型E（4E）

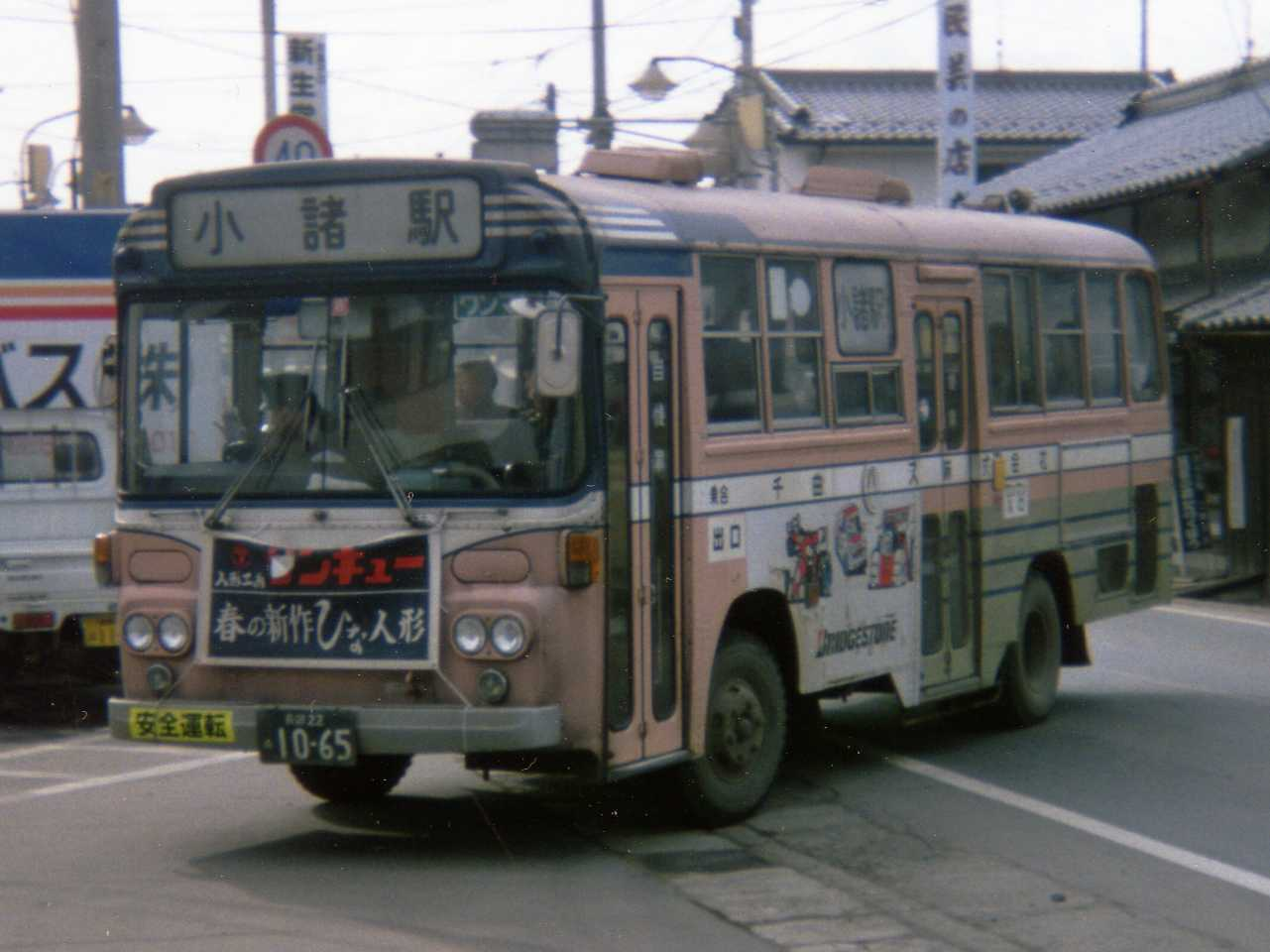
4E：日產柴油RM，千曲巴士

### R15型 1982年-1990年製造
- 15型B（5B 標準車廂租賃用、公車路線用）
- 15型E（5E 公車路線用）

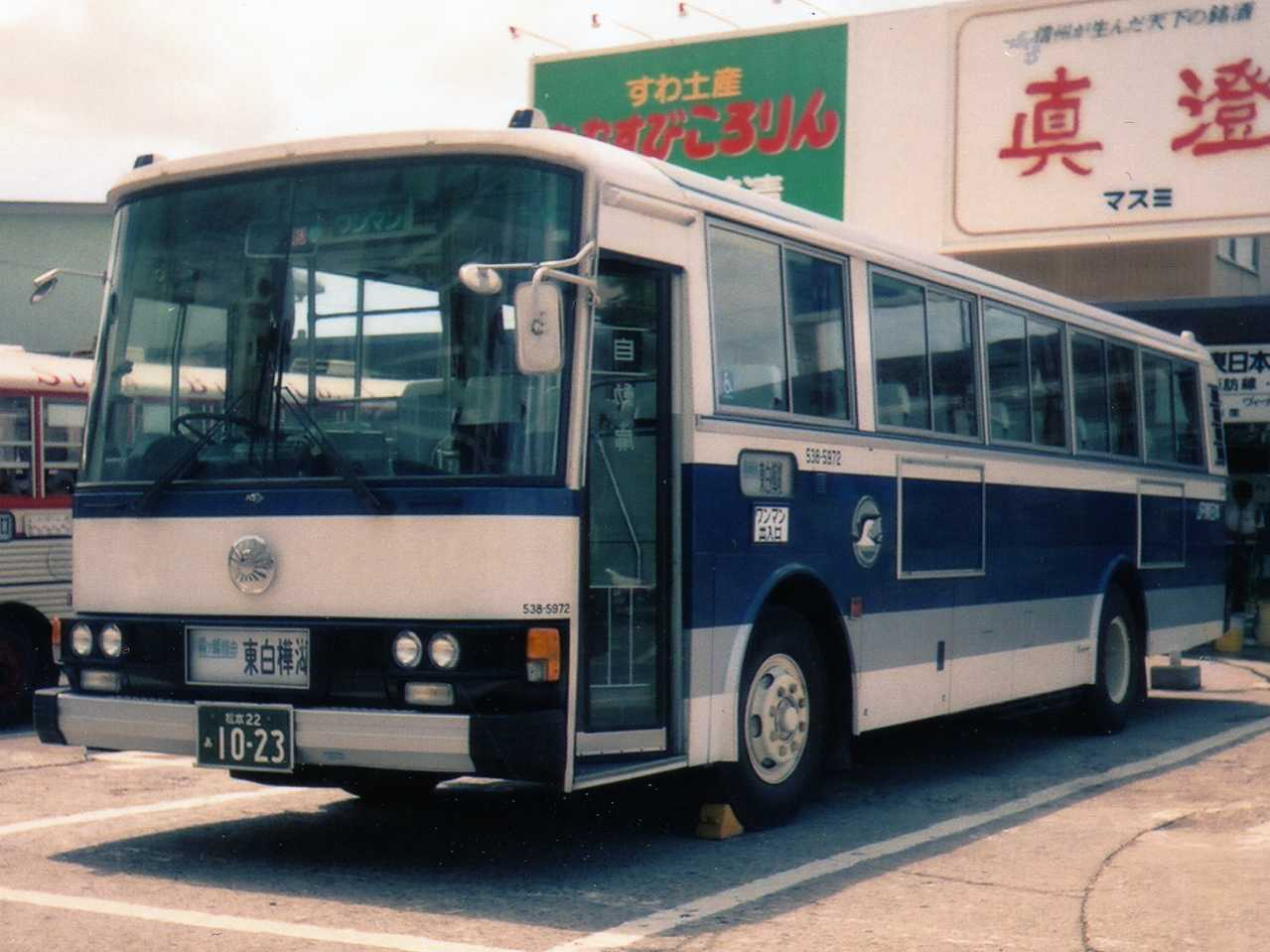
5B：日產柴油UA32L，JR東日本
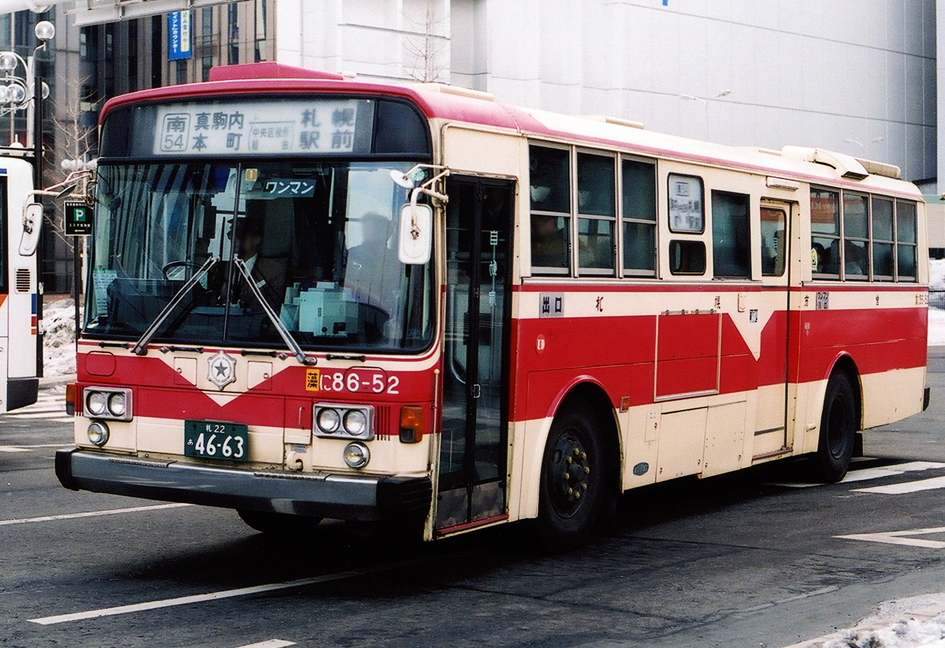
5E：日產柴油UA32N，札幌市交通局
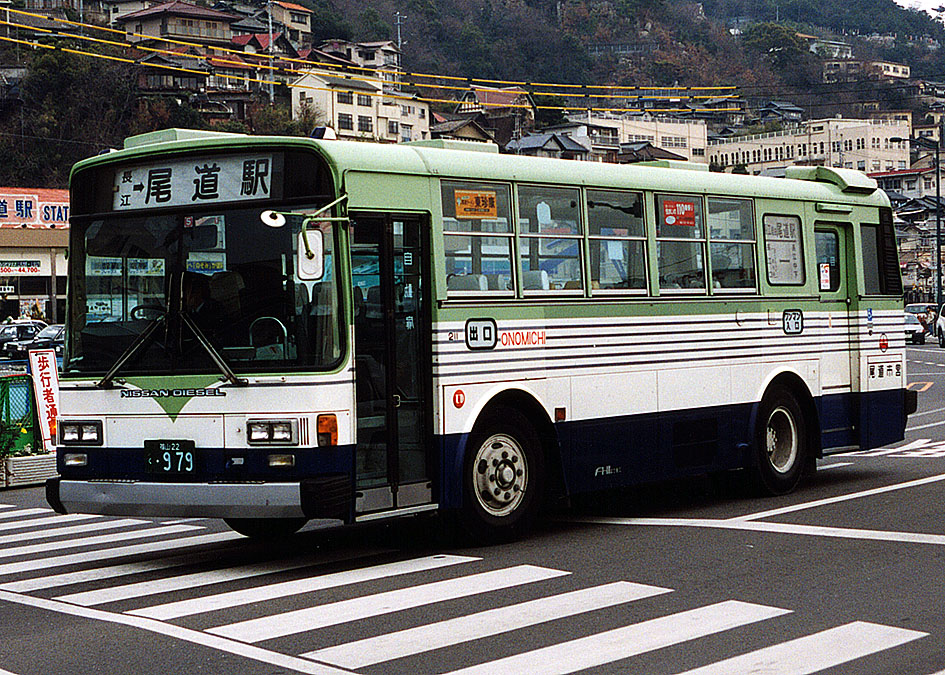
5E：日產柴油RP80G，尾道市交通局
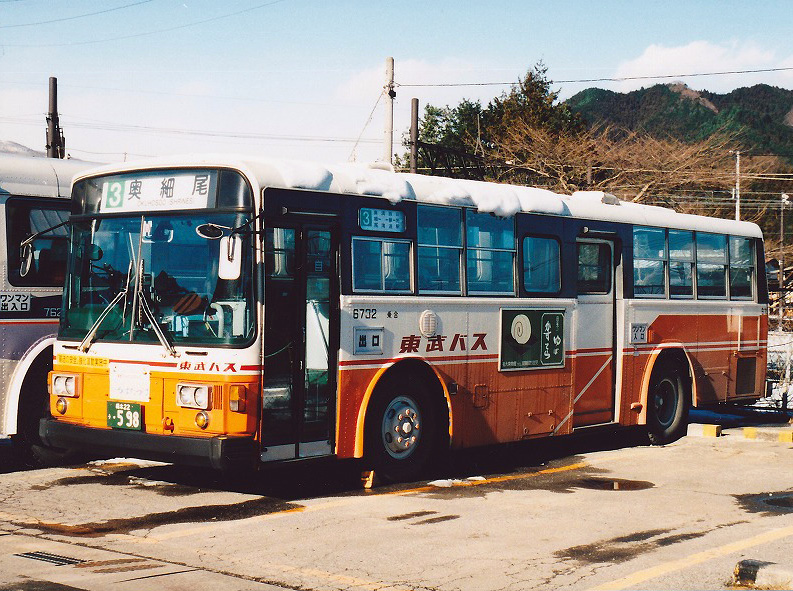
5E：五十鈴K-CJM500，東武鐵道

- 15型R1（高車廂租賃用）
- 15型R2（R2 高車廂租賃用）
- 15型R3（R3 R3P 高車廂租賃用）

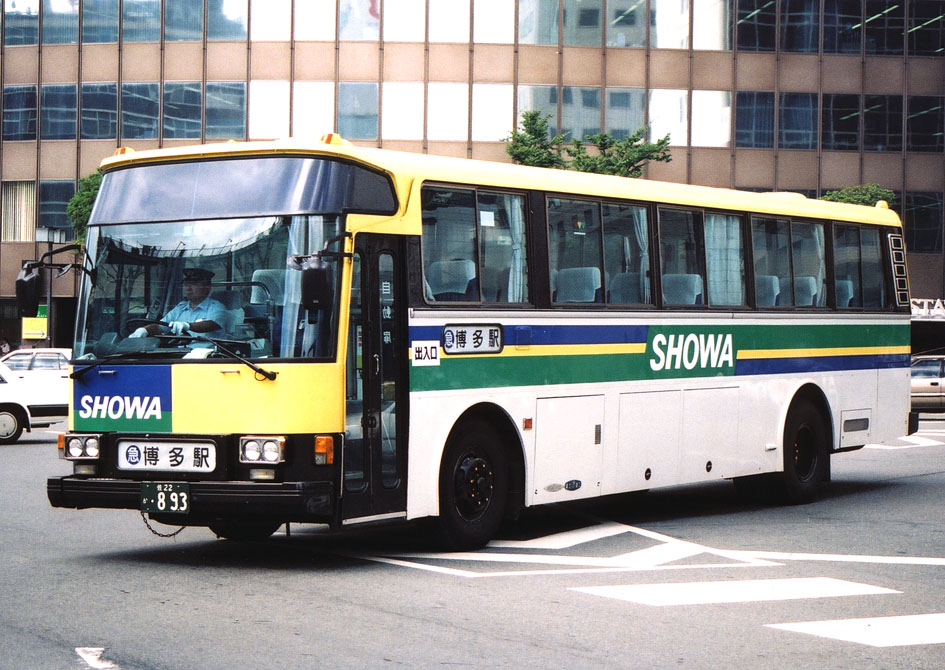
R1：日產柴油RA51R，昭和自動車
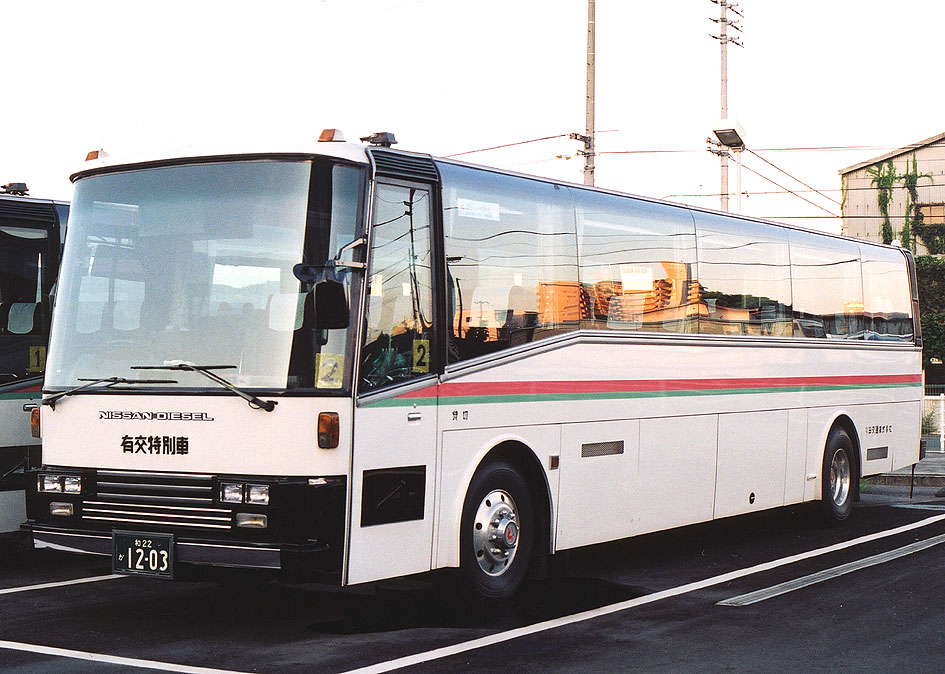
R3：日產柴油RA52T，有田交通
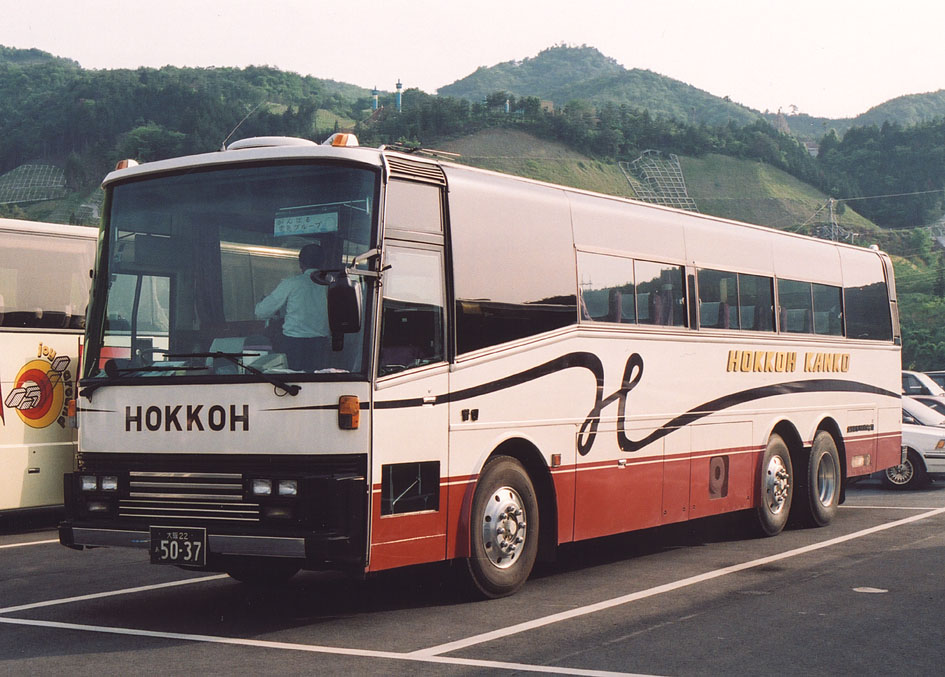
R3：日產柴油DA50T，北港觀光巴士
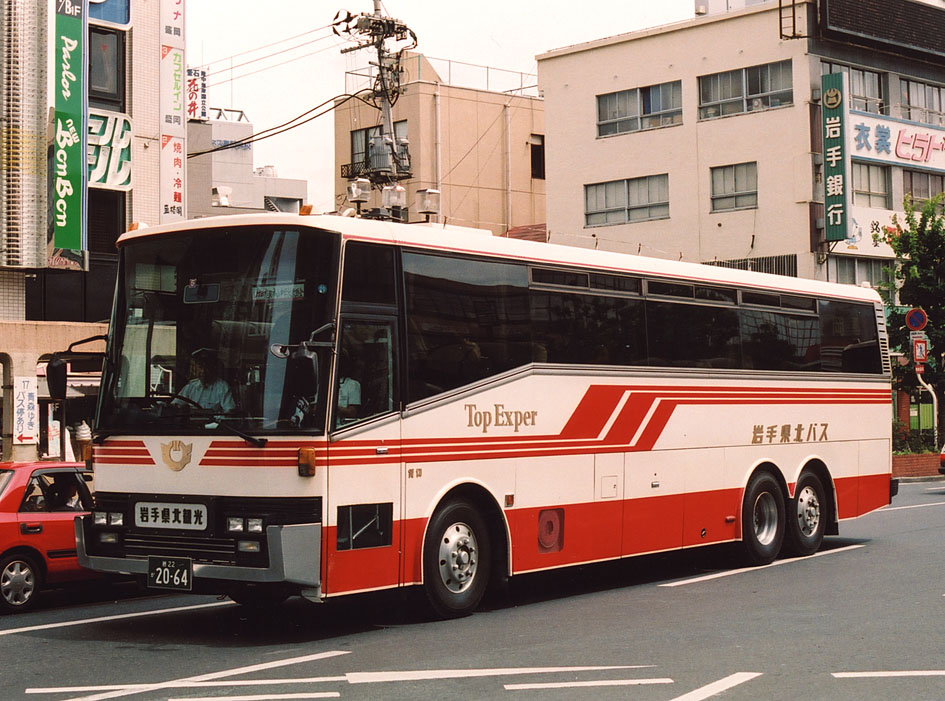
R3：日産柴油DA66U，岩手縣北自動車
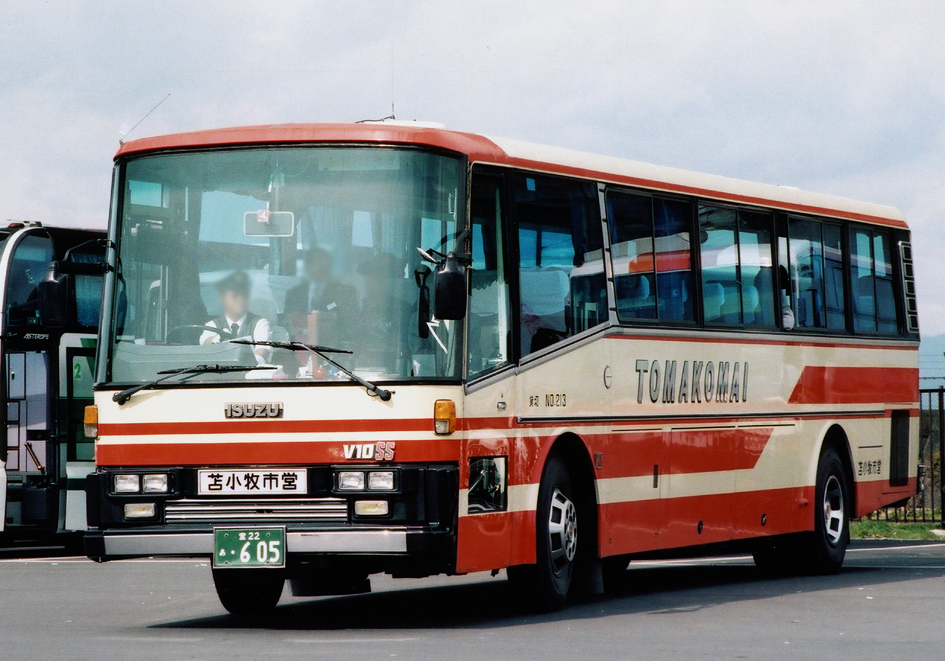
R3：五十鈴CSA650，苫小牧市營巴士
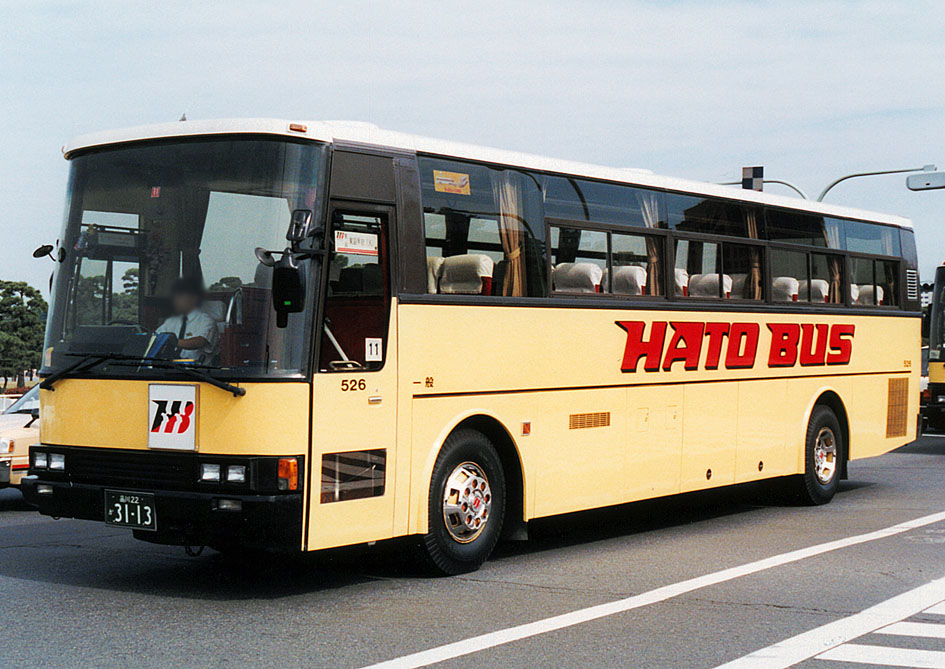
R3P：五十鈴LV219S，哈多巴士
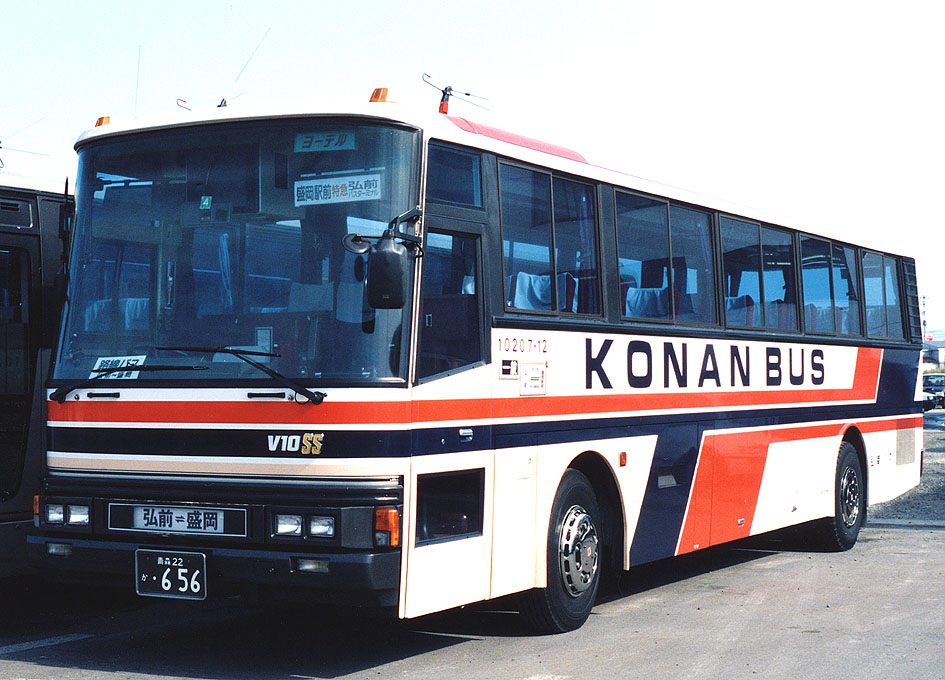
R3：五十鈴LV719R，弘南巴士
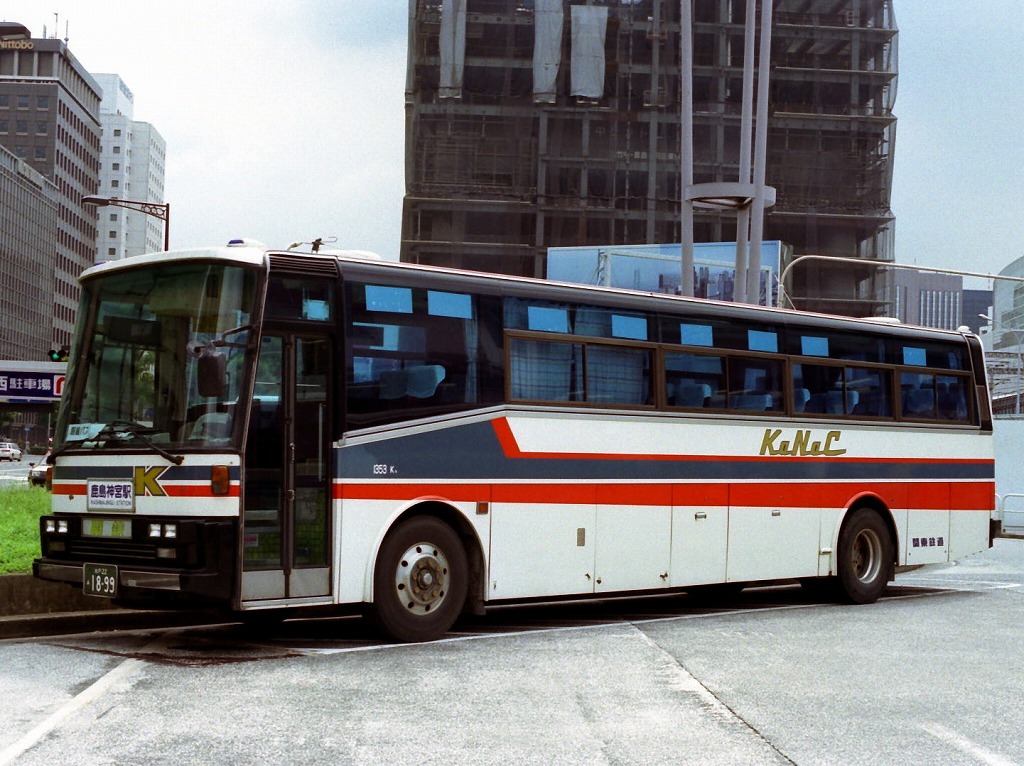
R3：三菱扶桑MS715S，關東鐵道

- 15型HD1（HD1 高車廂租賃用）

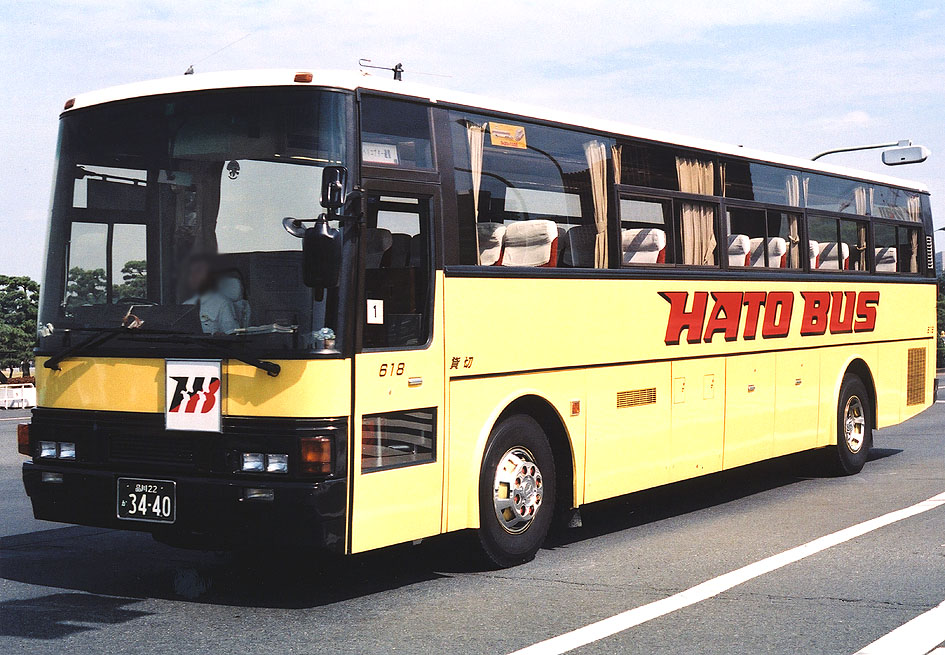
HD1：五十鈴LV219S，哈多巴士
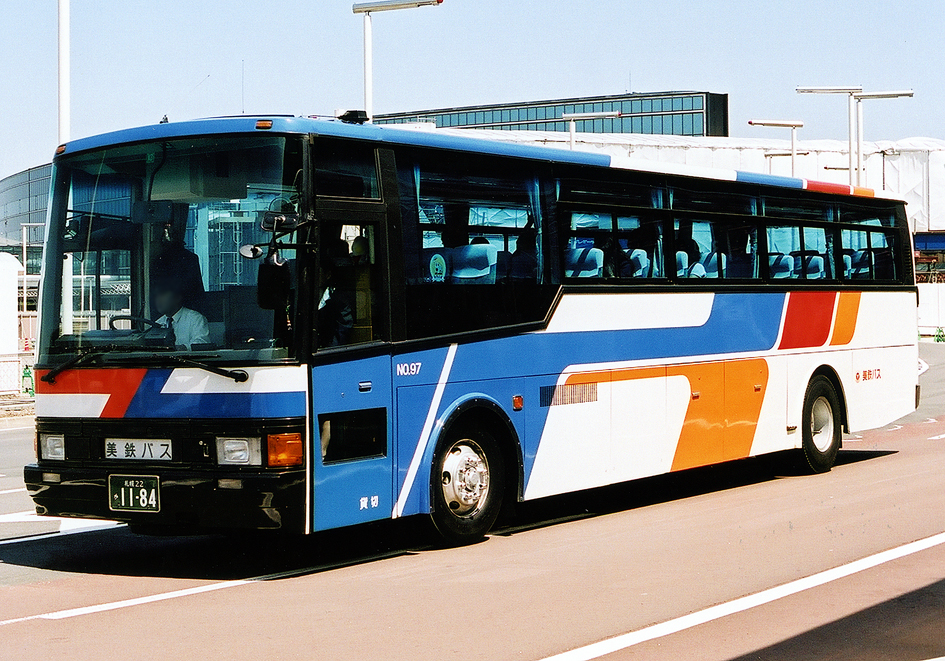
HD1：三菱扶桑MS726S，美鐵巴士
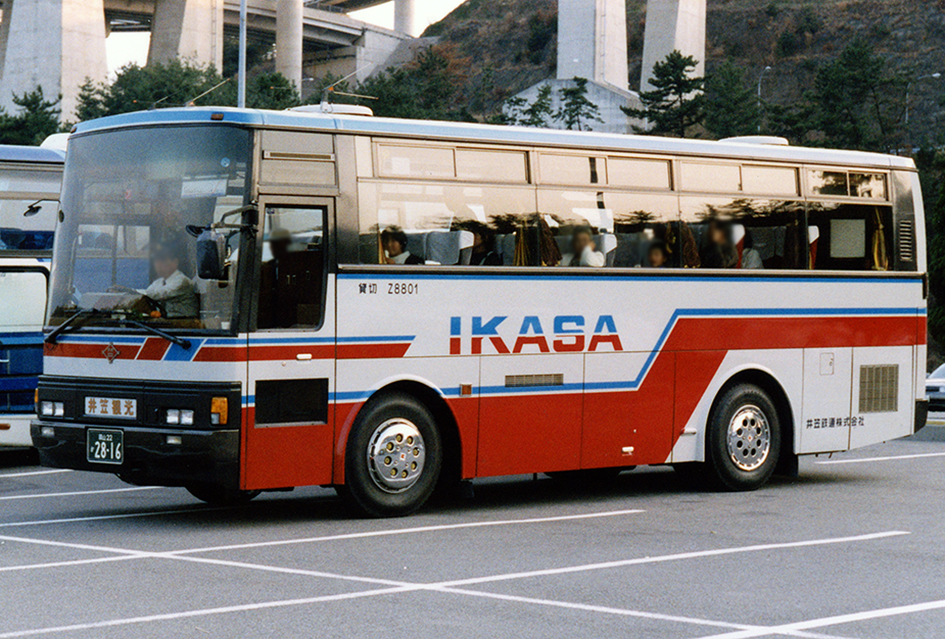
HD1 9m：五十鈴LV217H，井笠鐵道
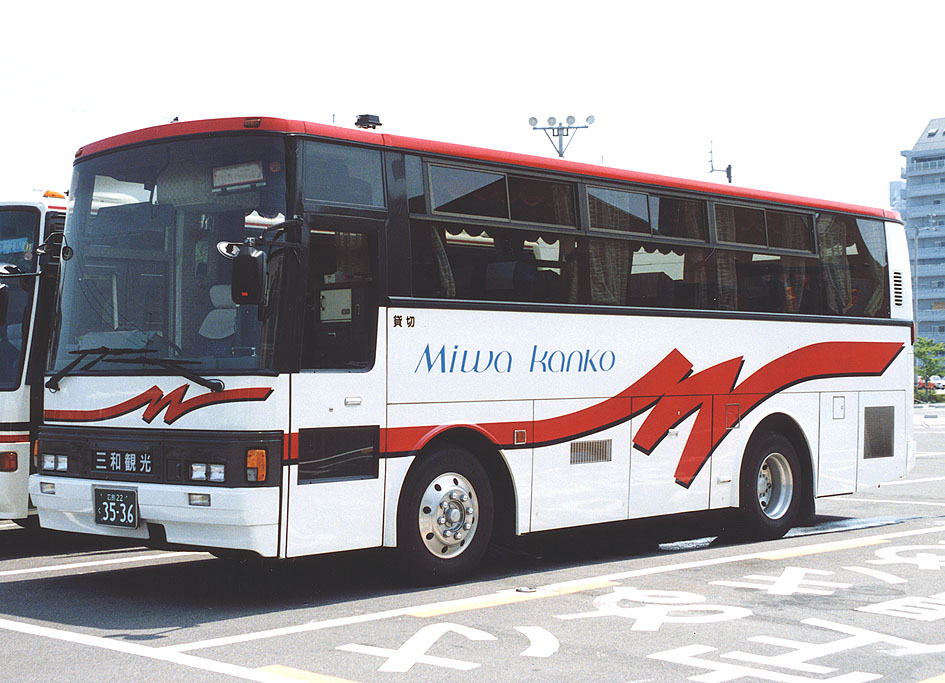
HD1 9m：五十鈴LV270H，三和觀光

- 15型HD2（HD2 超高車廂租賃用）

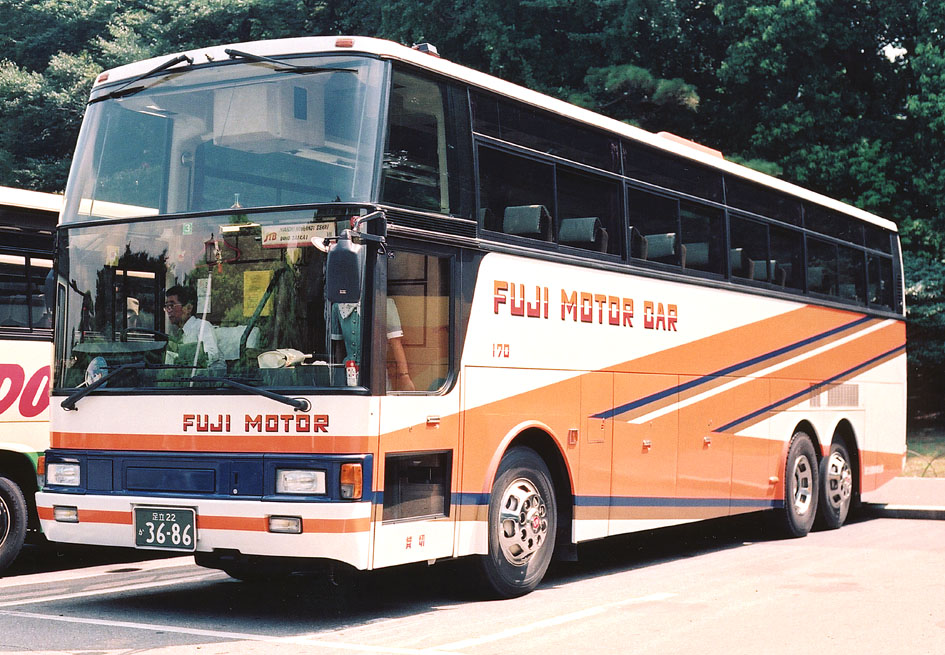
HD2：日産柴油DA67UE，富士自動車
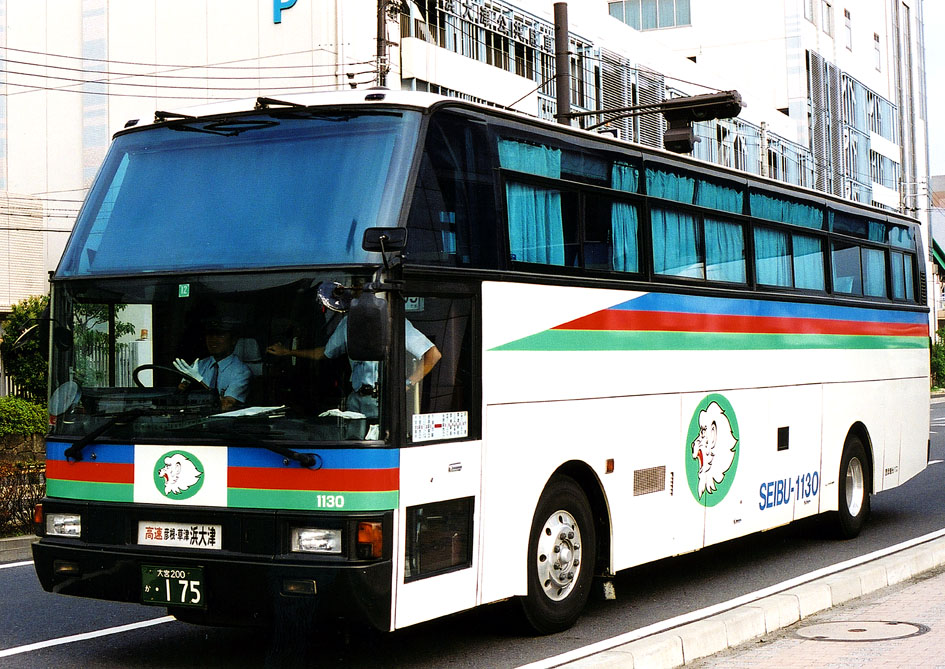
HD2：日産柴油RA520SBN，西武巴士
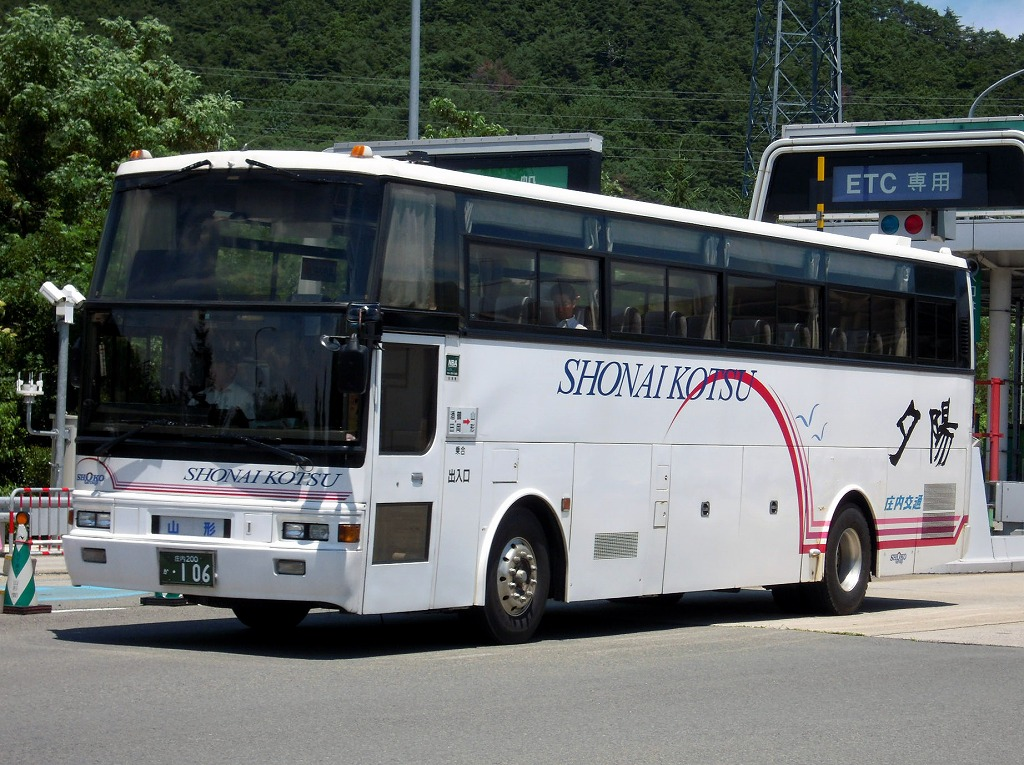
HD2：五十鈴LV771R，庄内交通
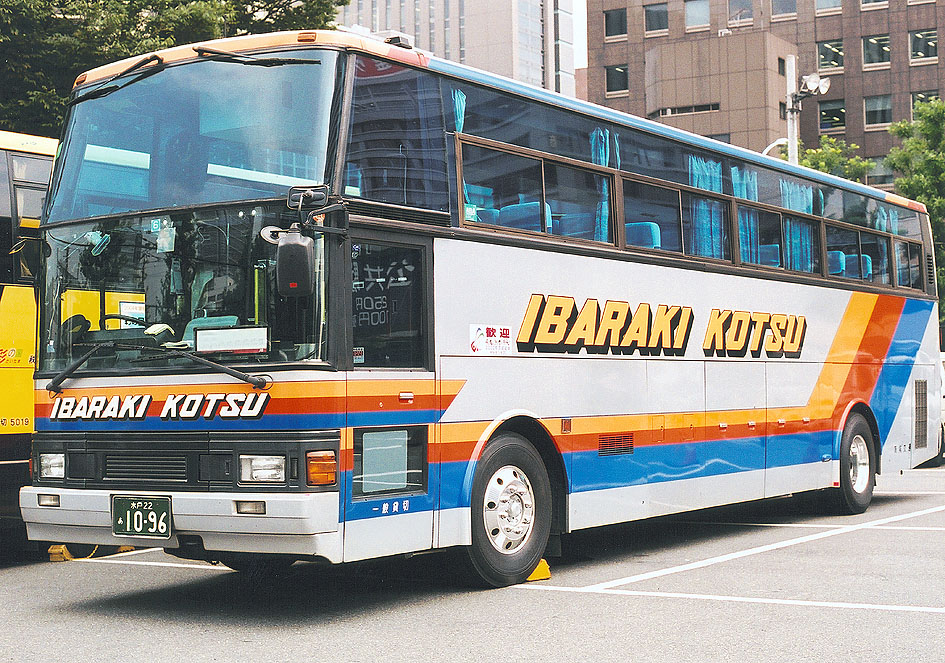
HD2：日野RU638BB，茨城交通
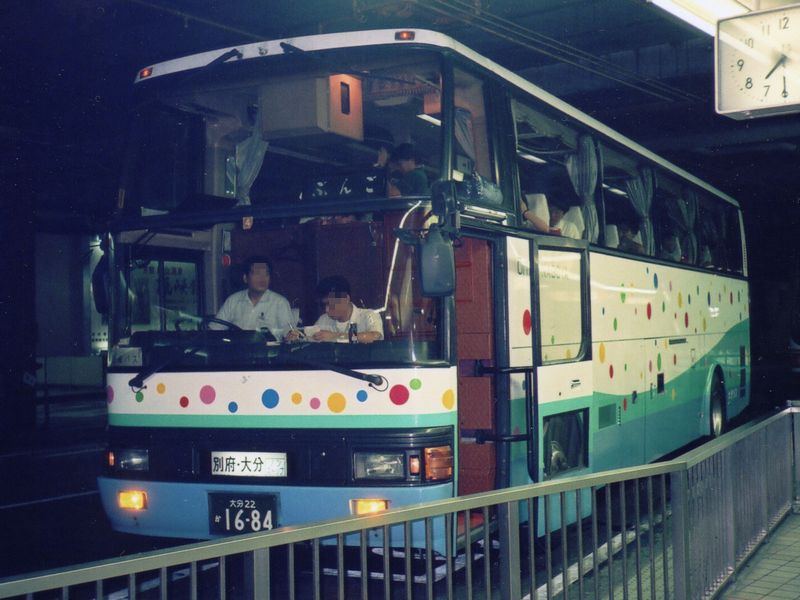
HD2：日野RU3FTAB，大分巴士

- 15型HD2（五十鈴UFC用）

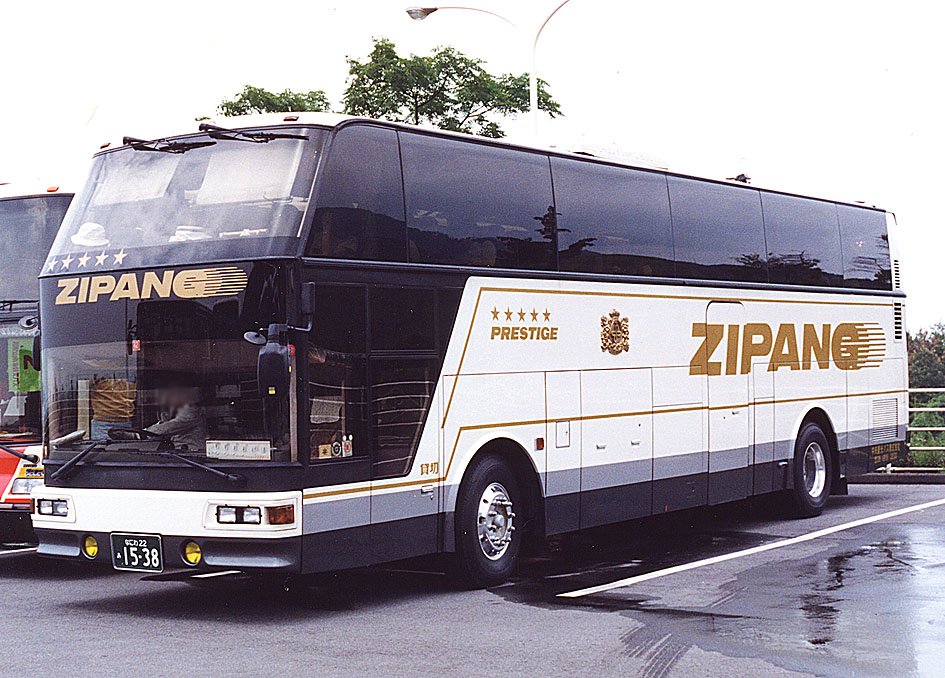
HD2-UFC：五十鈴P-LV719R，中央觀光巴士
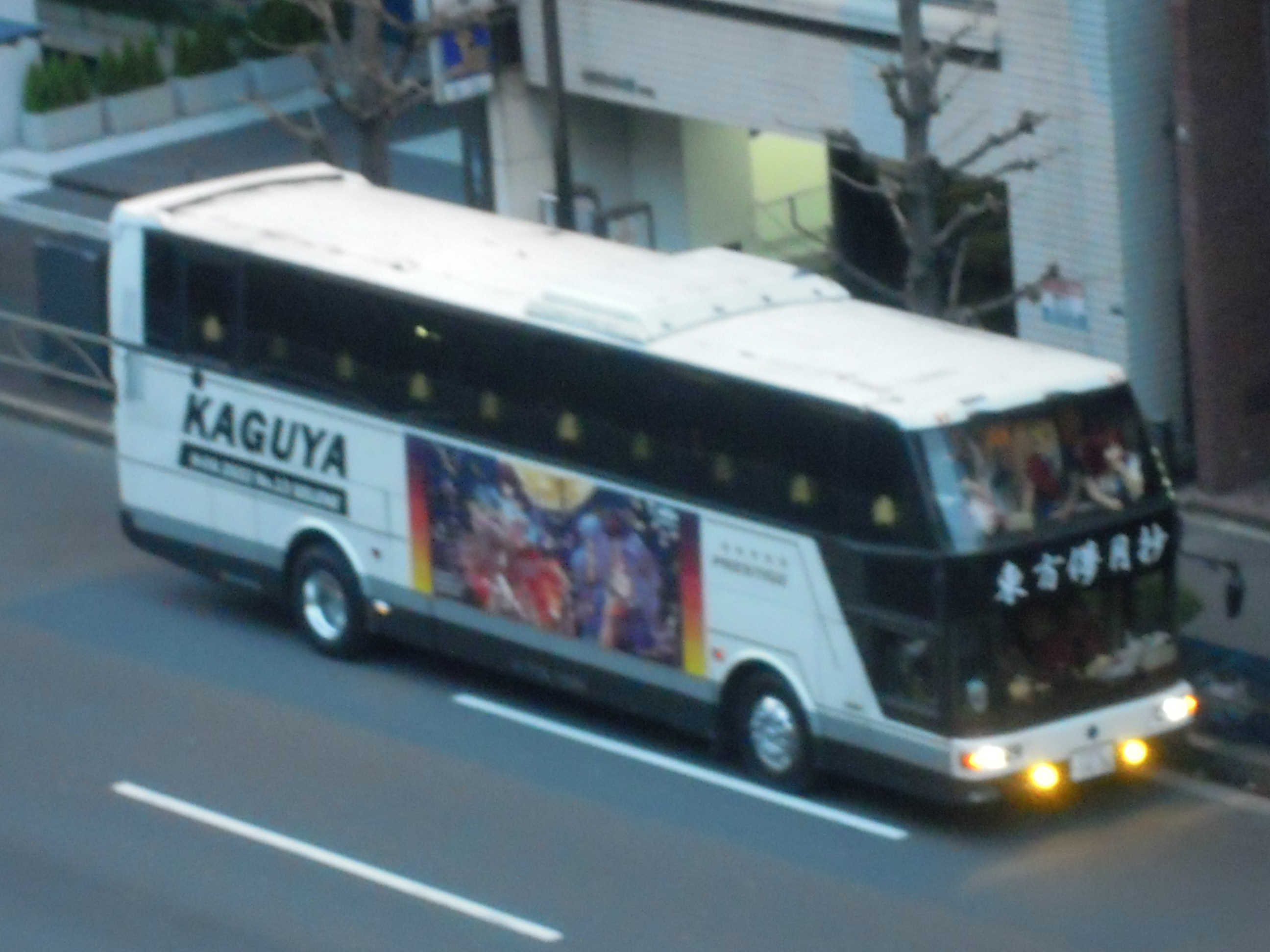
HD2-UFC：五十鈴P-LV719R，秋葉運輸（日语：アキバエクスプレス）（購自中央觀光巴士）

- 15型HD3 富豪Asterope用

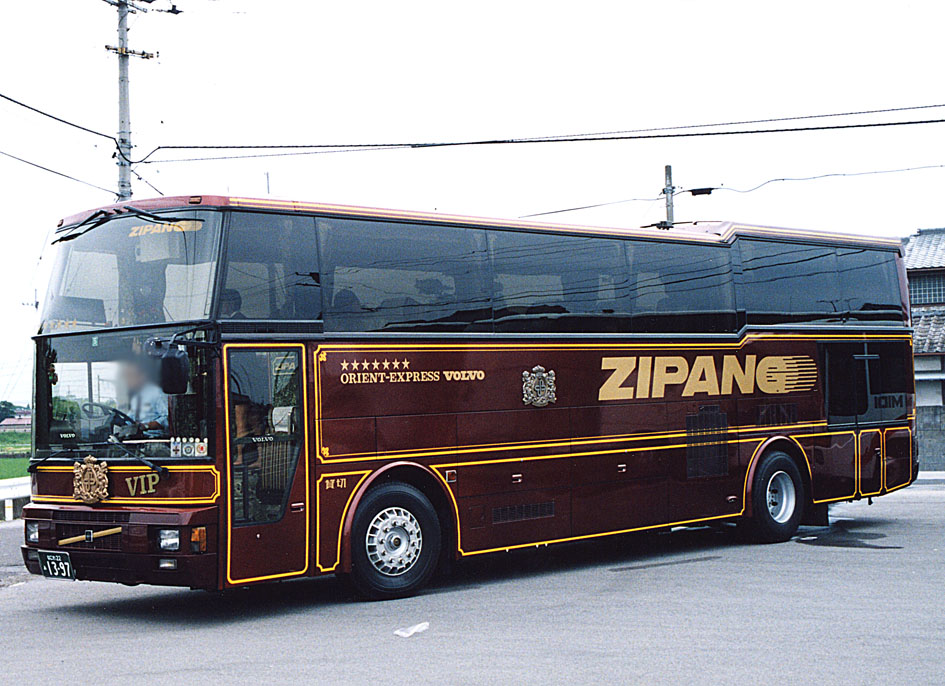
HD3：富豪Asterope，中央觀光巴士
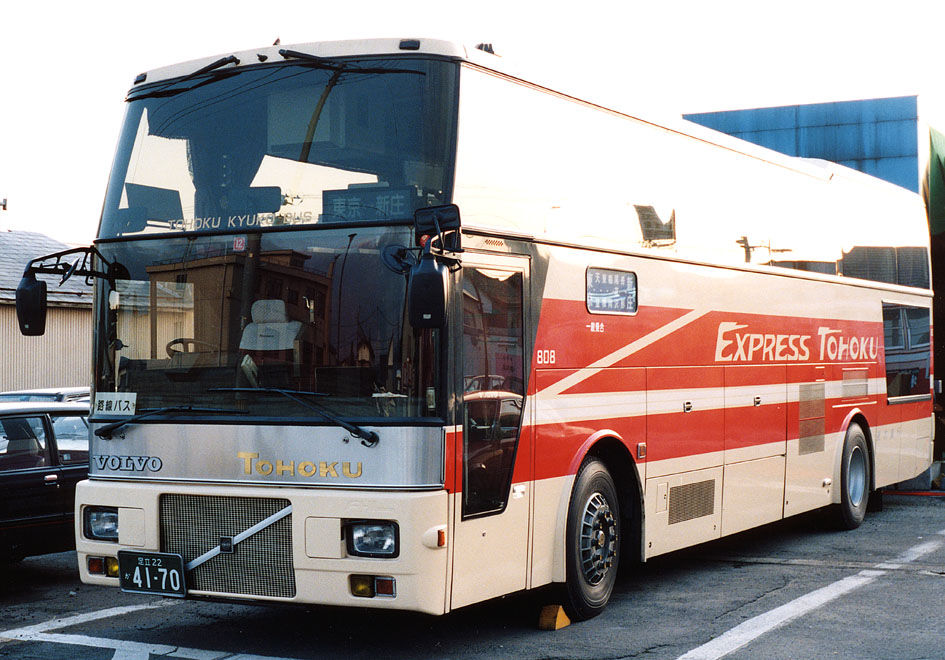
HD3：富豪Asterope，東北急行巴士

- 2階建[7] 日產Space Dream用

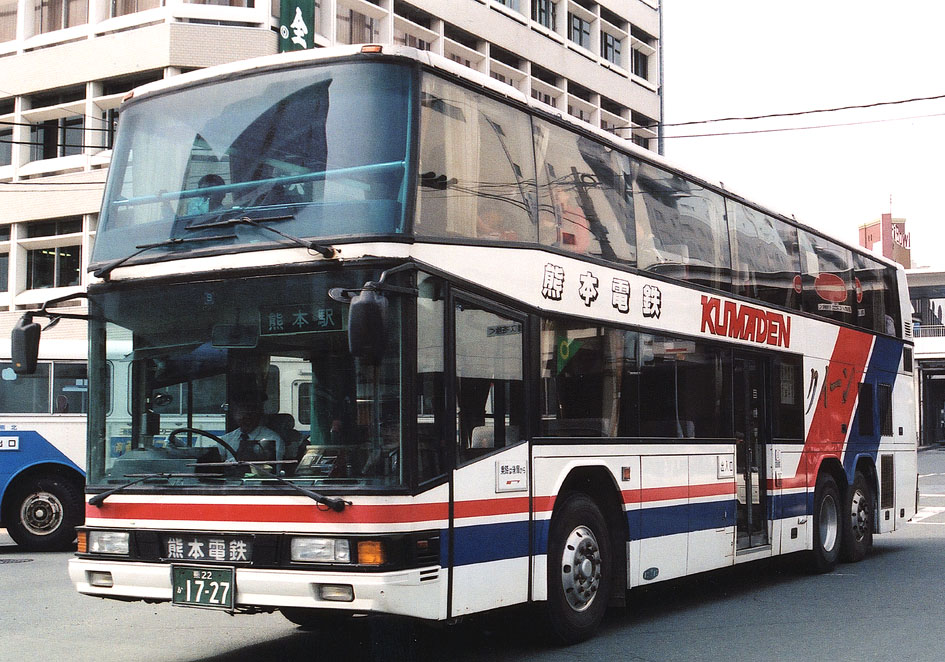
2階建：日產柴油GA66T，熊本電鐵
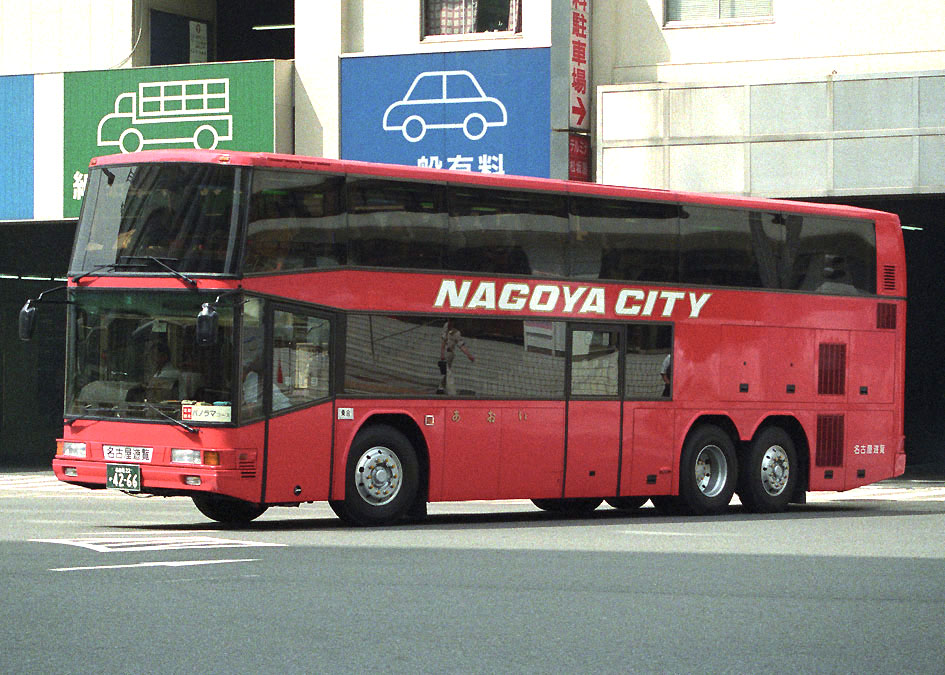
2階建：日產柴油GA66T，名古屋遊覽巴士

### R16型 1982年-1994年製造
- 16型B（6B 中型租賃用）
- 16型E（6E 中型公車路線用）
- 16型H1（中型租賃用）

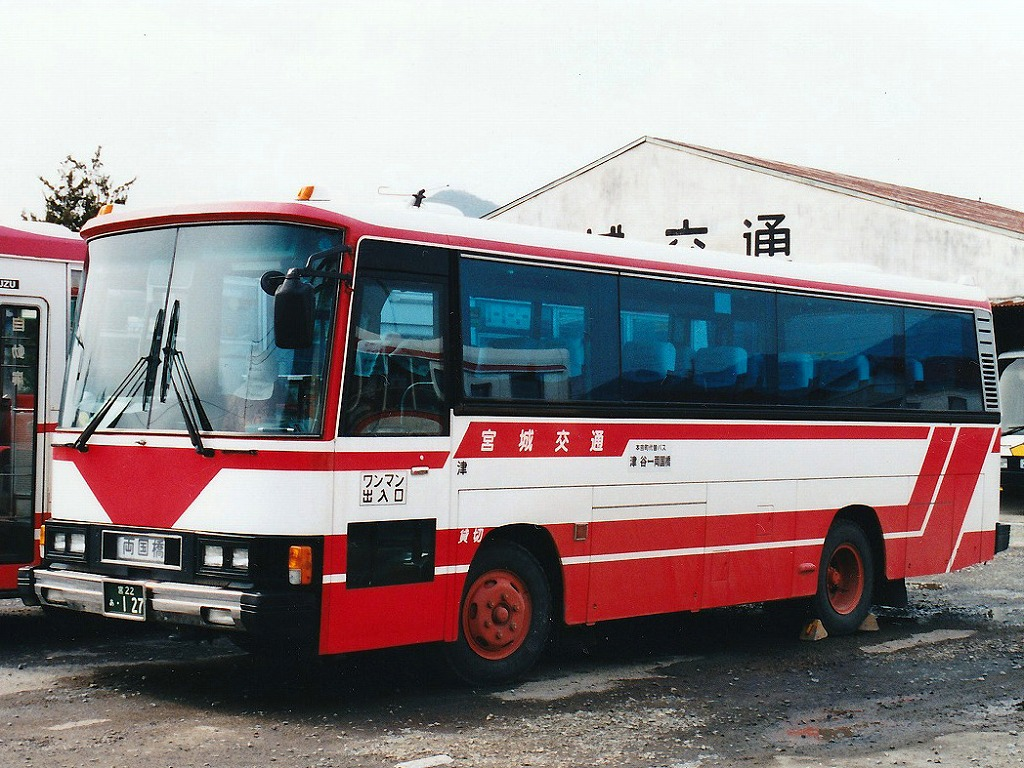
6B：日產柴油RM，宮城交通
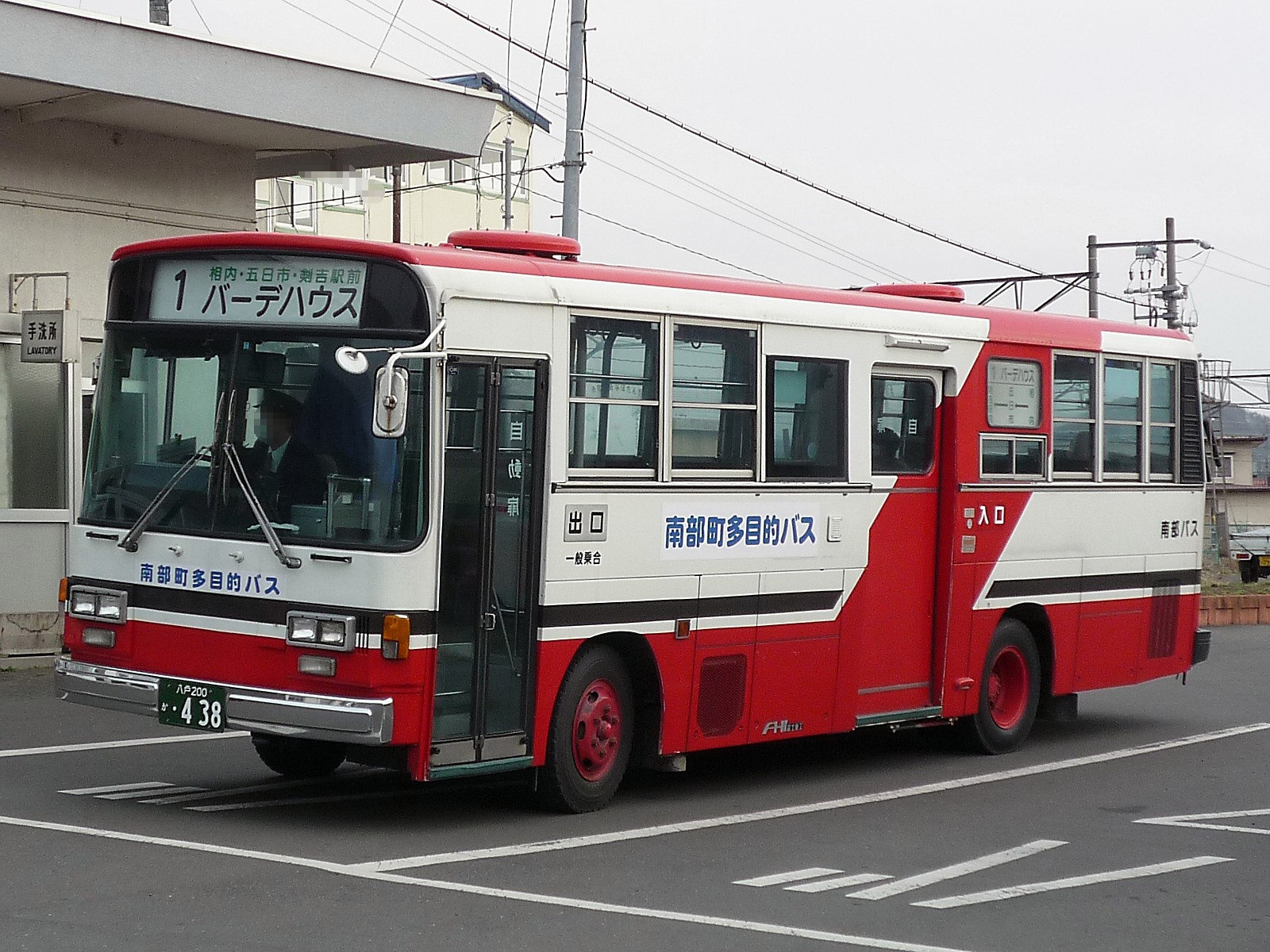
6E：五十鈴P-LR312J，南部巴士
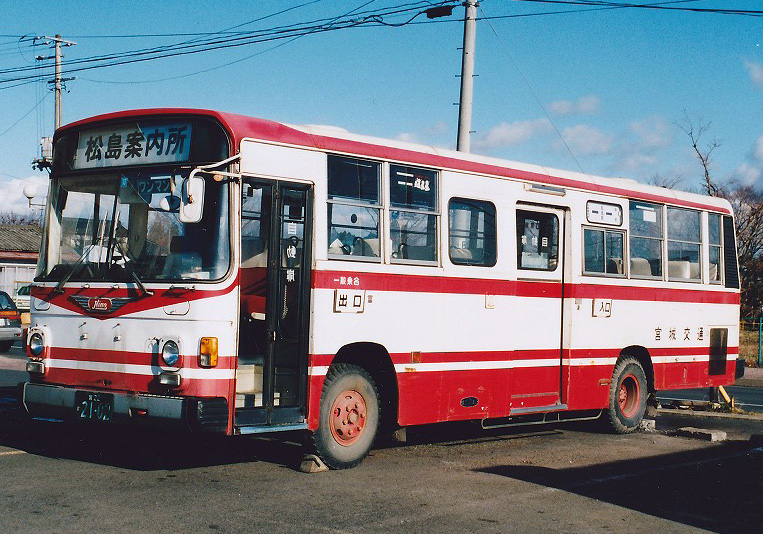
6E：日野K-RJ172AA，宮城交通
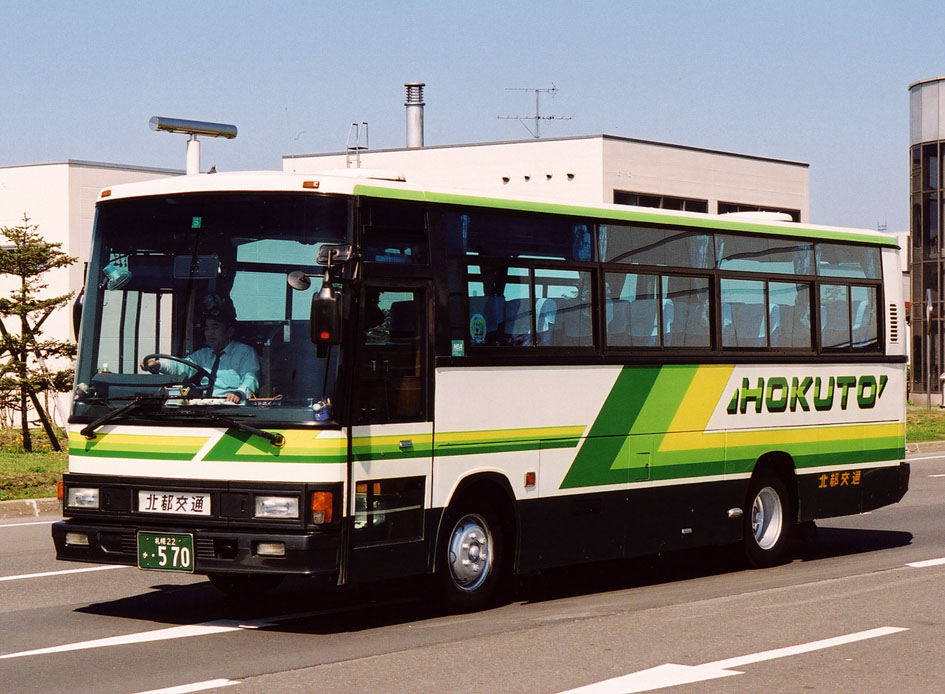
H1：日產柴油RM，北都交通

### R17型 1988年-2002年製造
- 17型B（7B、新7B 標準車廂租賃用、公車路線用）
- 17型E（7E、新7E 公車路線用）

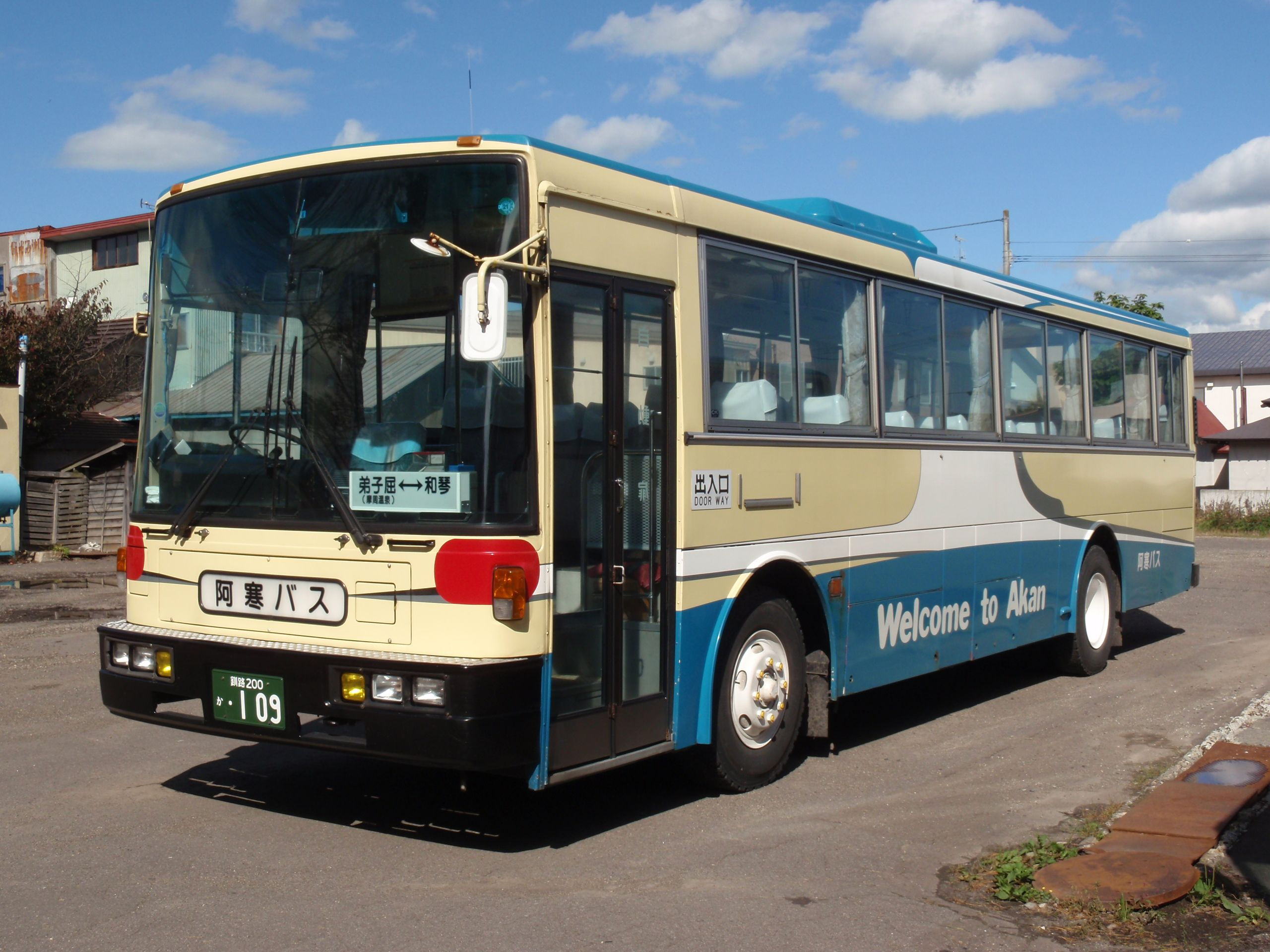
7B：日產柴油UA，阿寒巴士
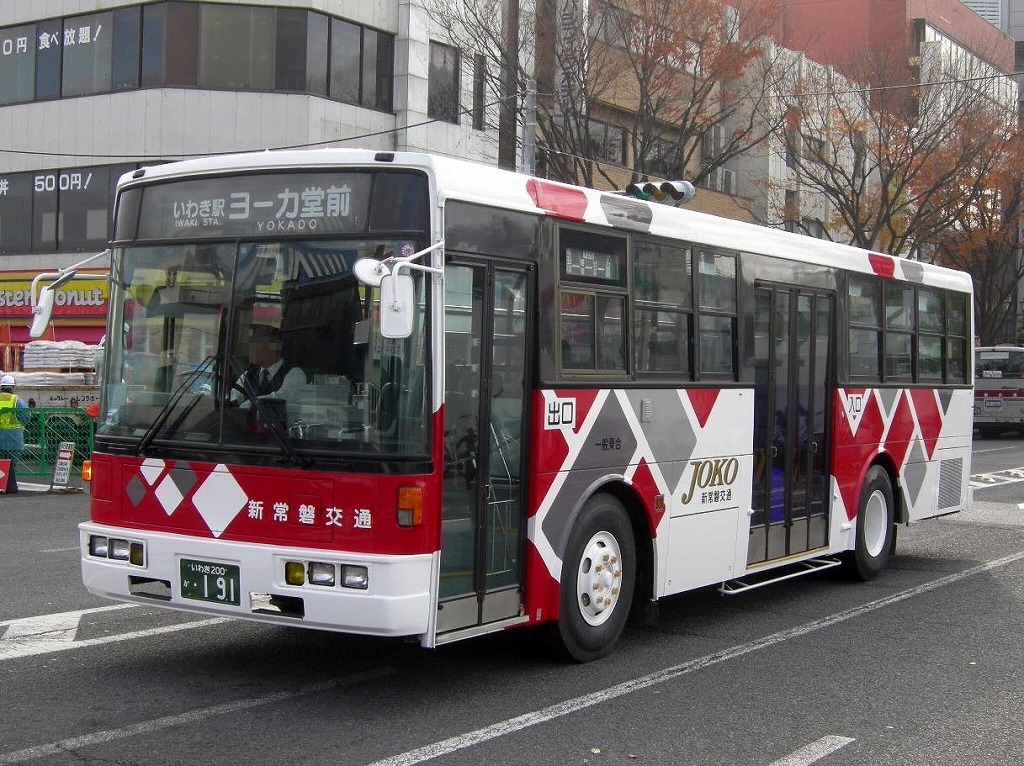
7E：五十鈴LV，新常磐交通
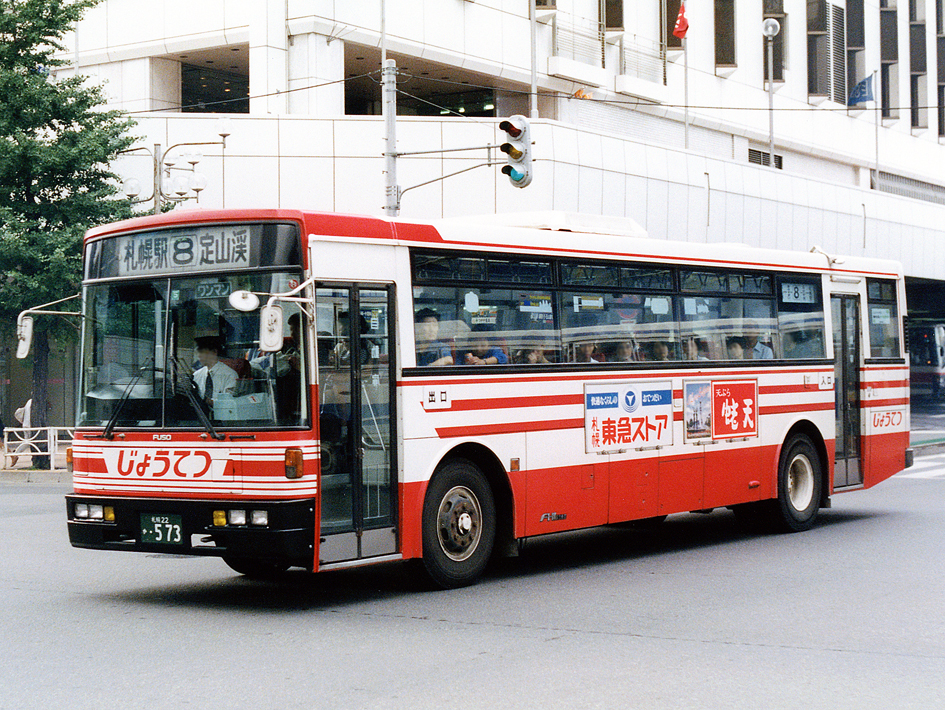
7E：三菱扶桑MP，定鐵（日语：じょうてつ）
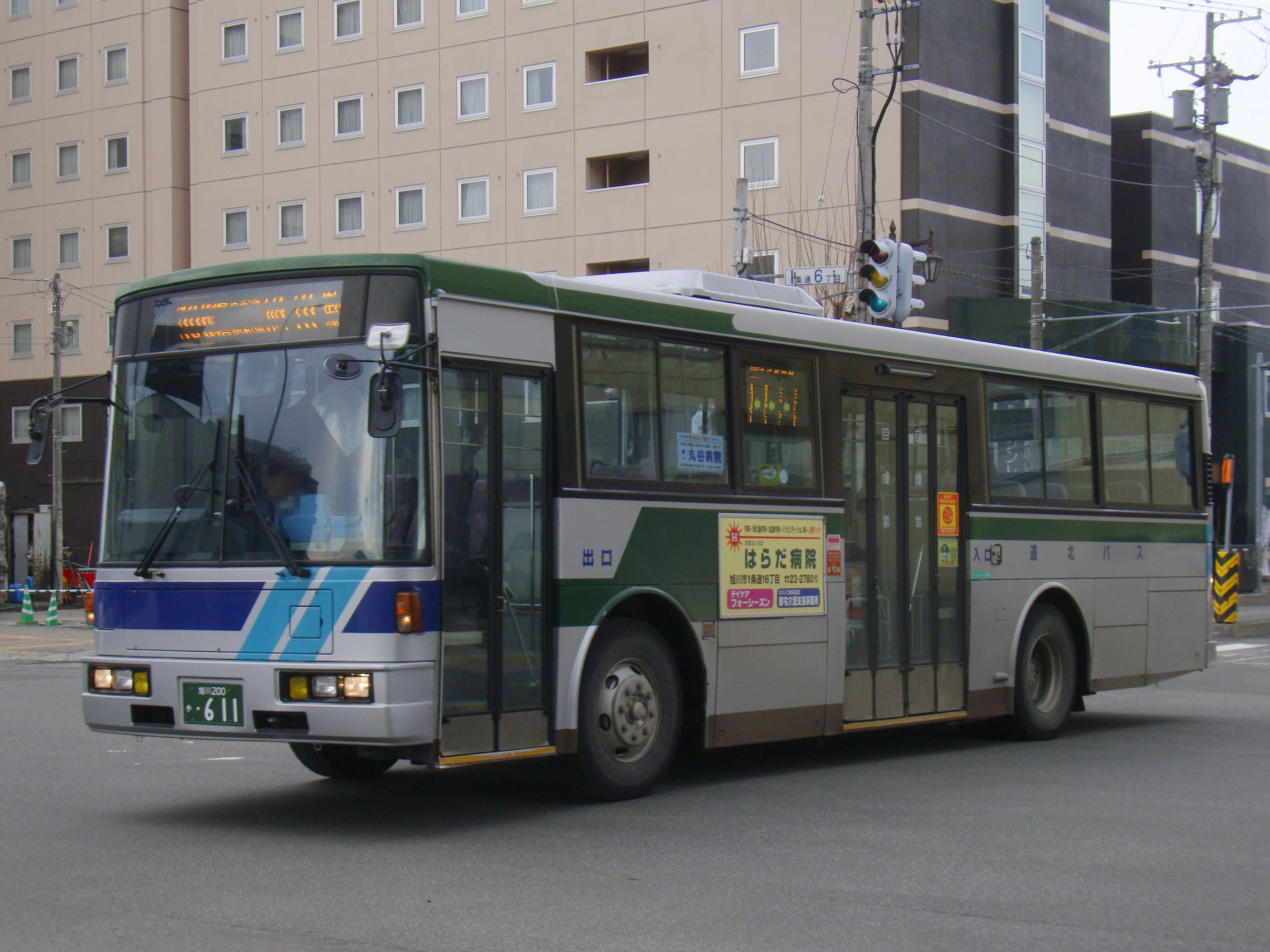
7E：日野HT，道北巴士
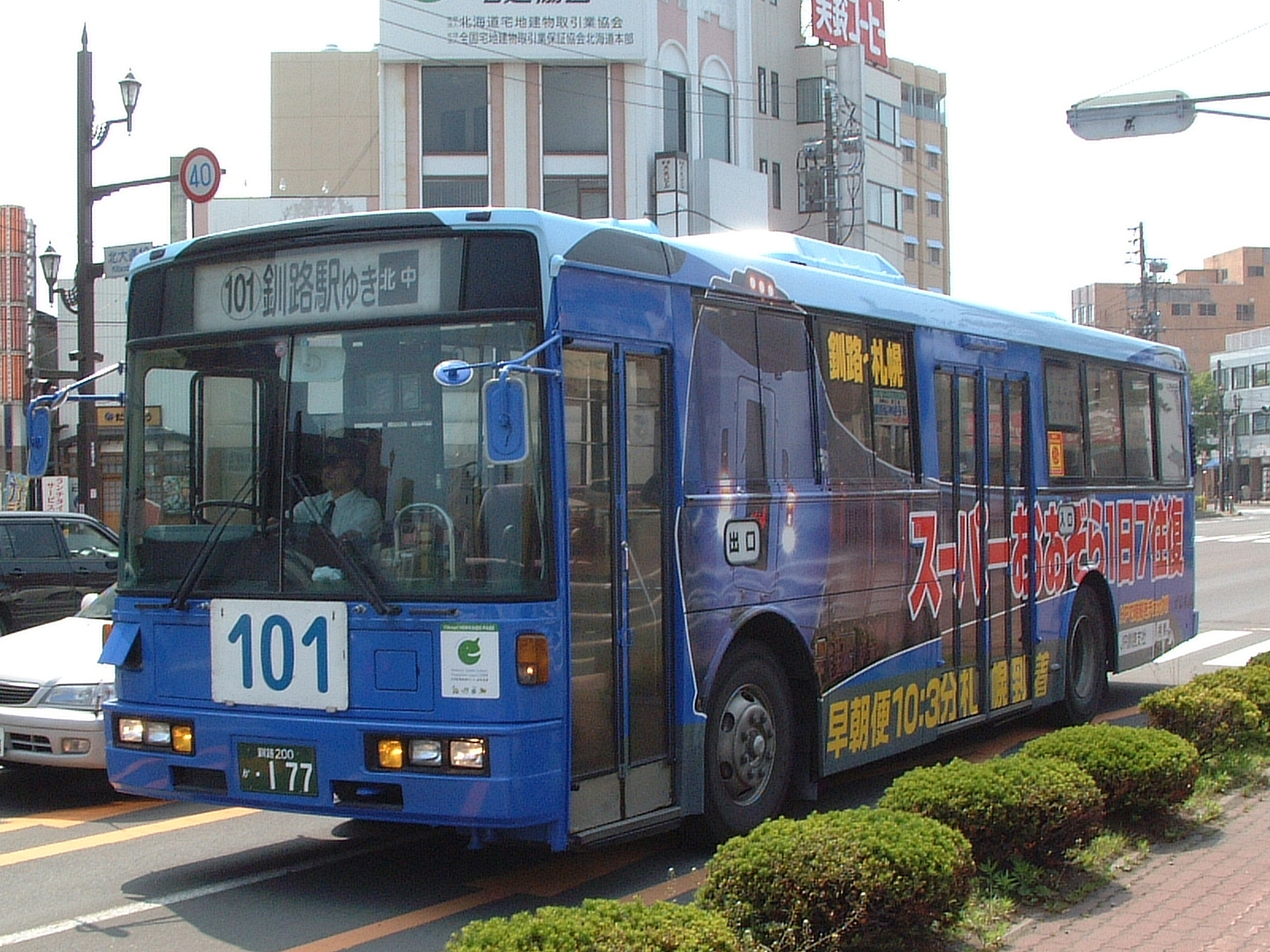
7E：日野HT，釧路巴士
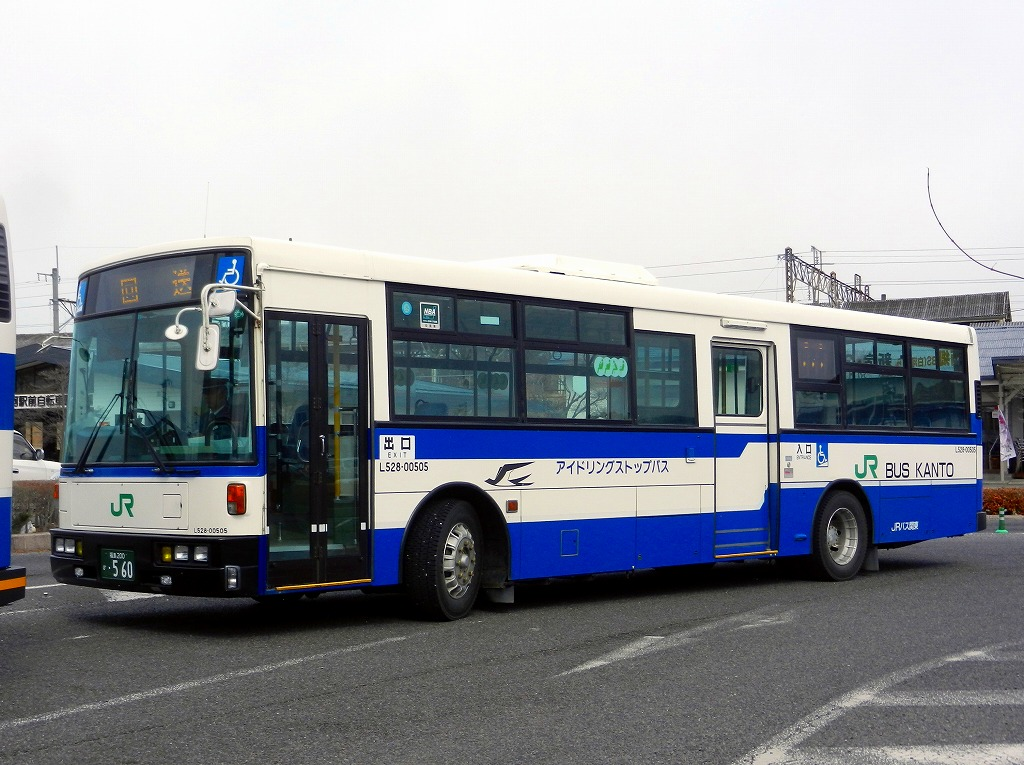
7E onestep：日產柴油UA，JR巴士關東
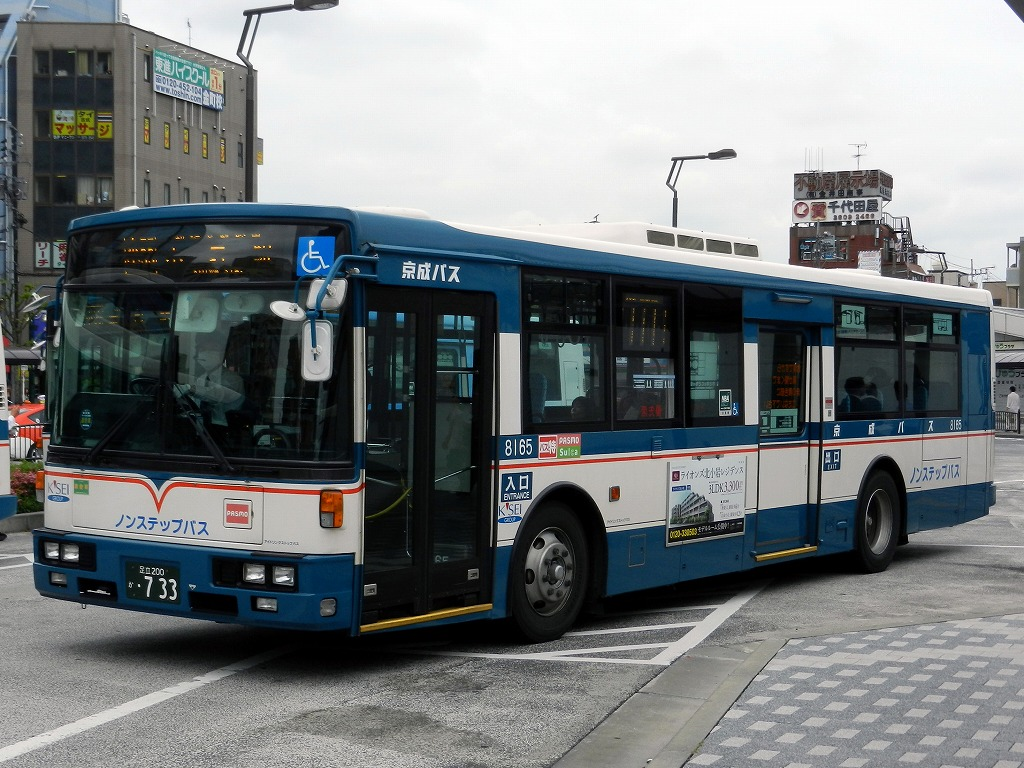
新7E nonstep：五十鈴LV，京成巴士

- 17型M（7HD 高車廂租賃用 Maxion）

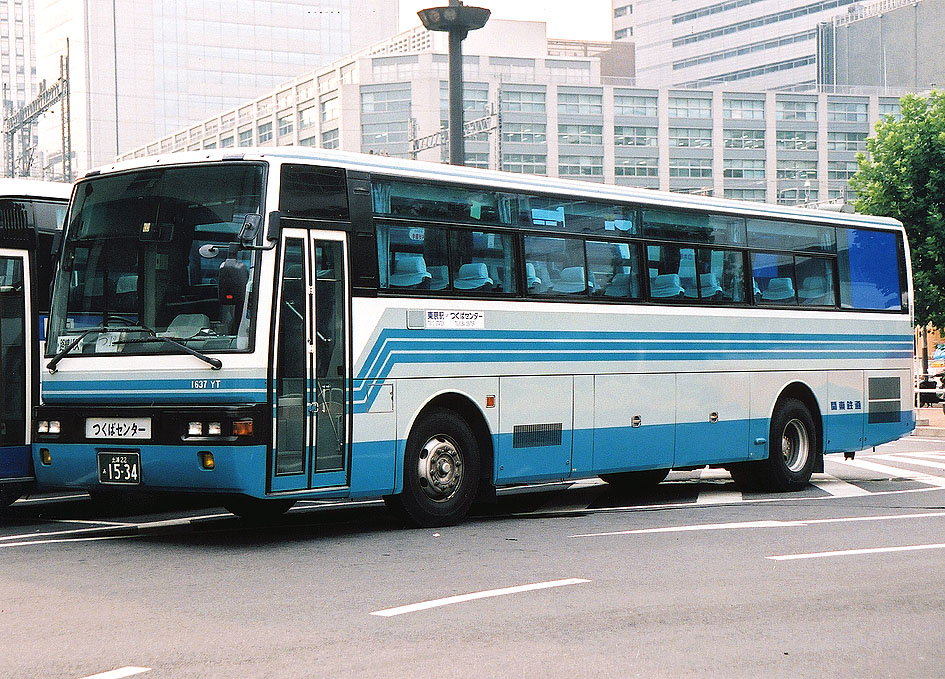
7HD：五十鈴LV771R，關東鐵道
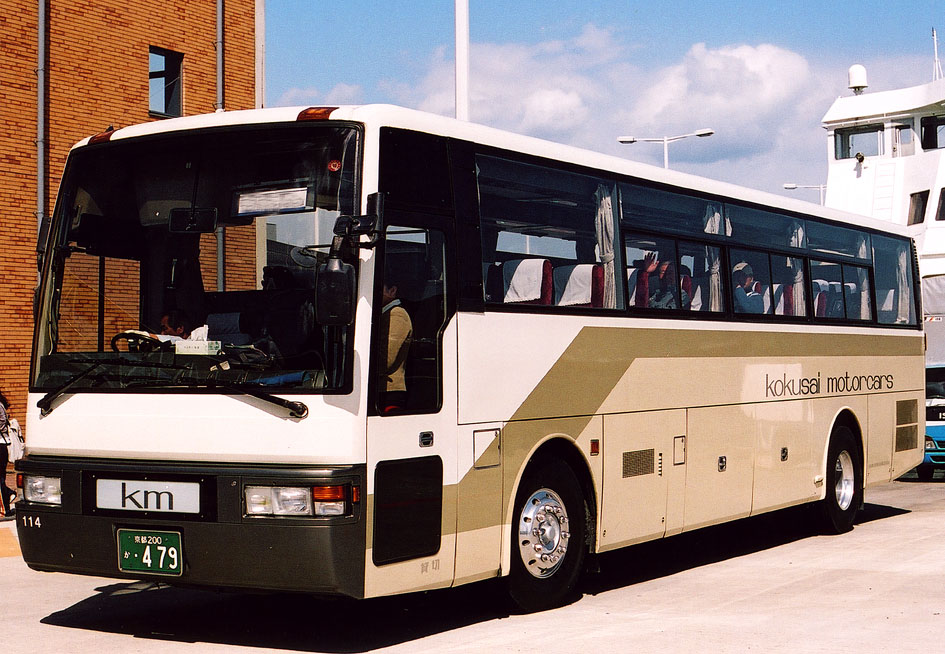
7HD：五十鈴LV771R，國際自動車
7HD：日野RU，新常磐交通
- 7HD：五十鈴LV781R，國際自動車
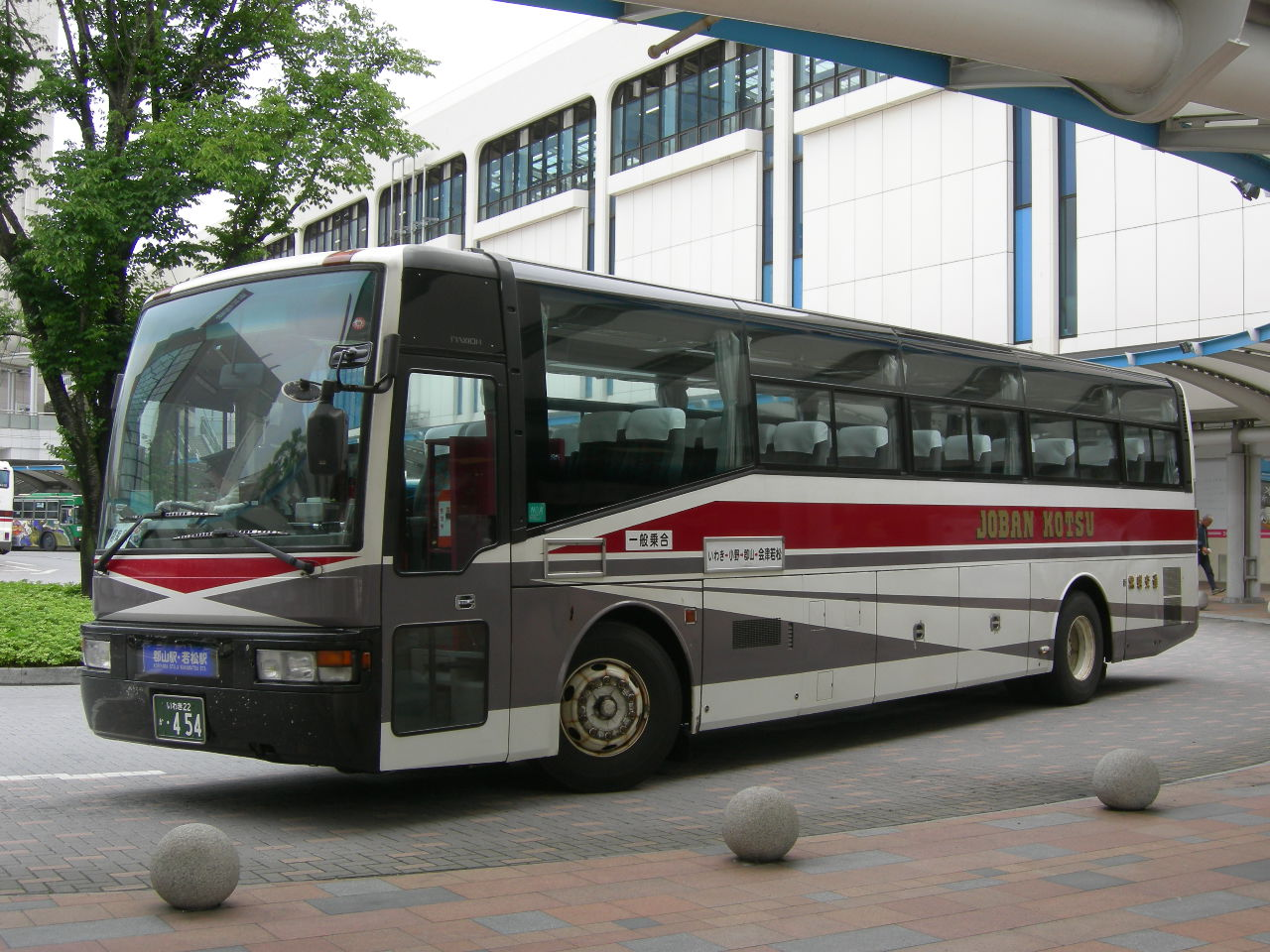
7HD：三菱扶桑MS826P，朝日交通
- 7HD 9m：日產柴油RP，阪急觀光巴士
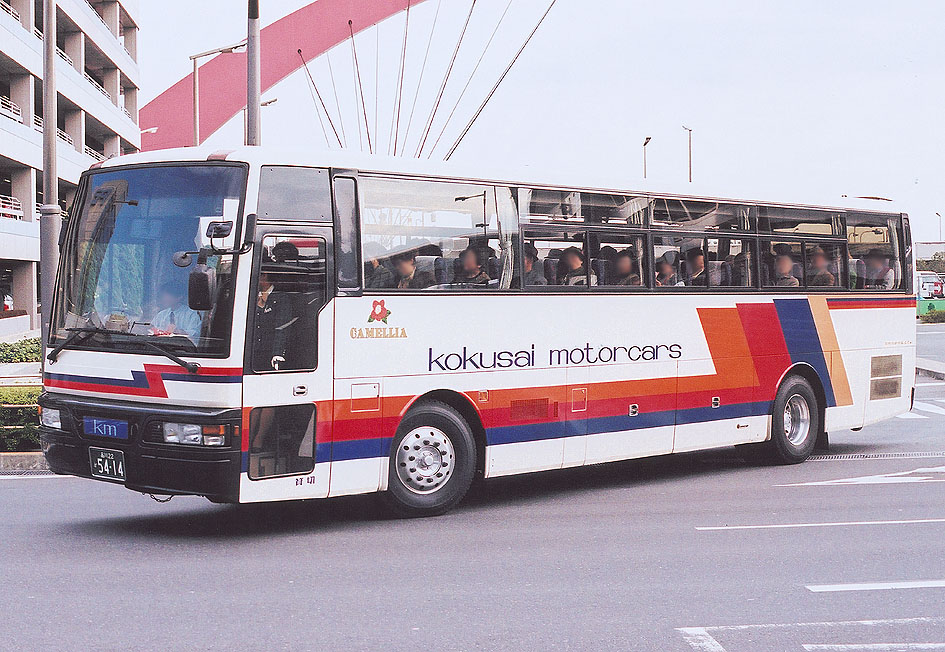
7HD 9m：五十鈴LV270H，三交計程車
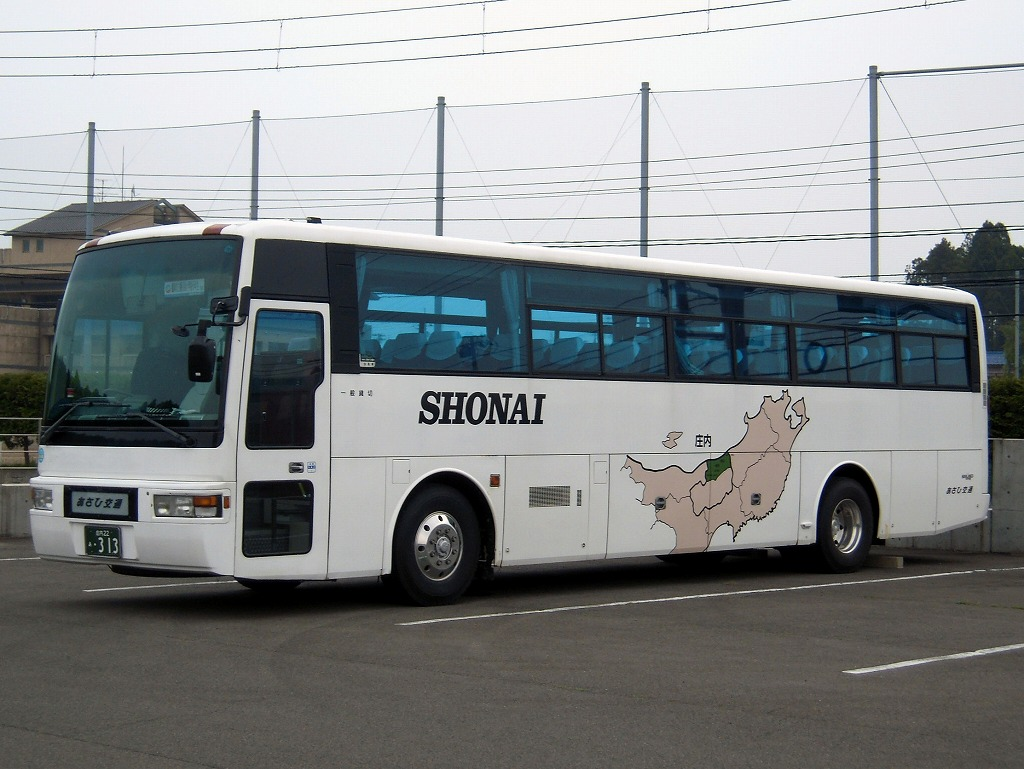
7HD：三菱扶桑MS826P，朝日交通
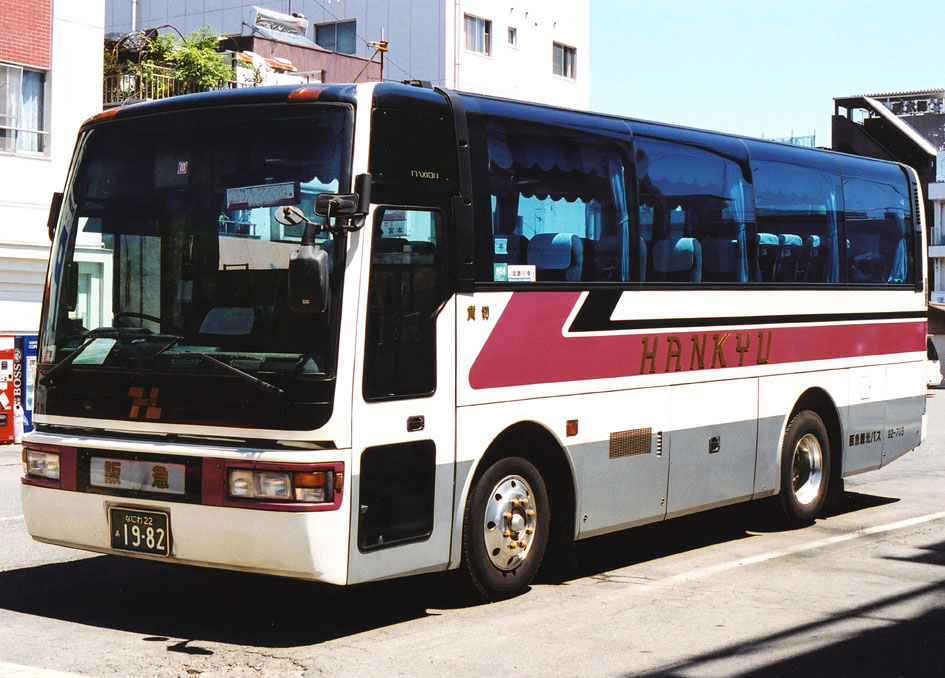
7HD 9m：日產柴油RP，阪急觀光巴士
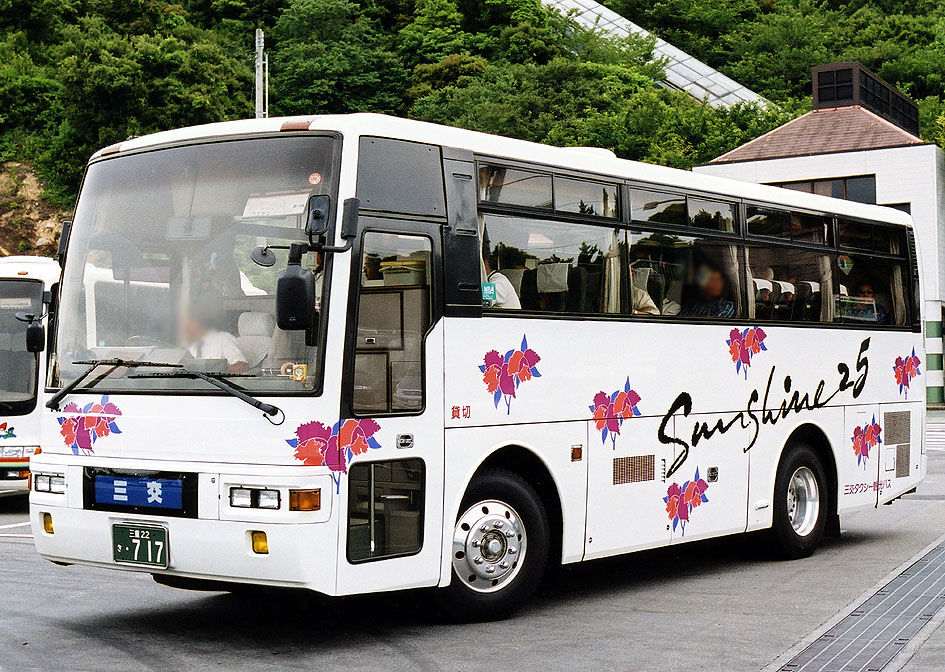
7HD 9m：五十鈴LV270H，三交計程車

- 17型S2（7S 超高車廂租賃用）

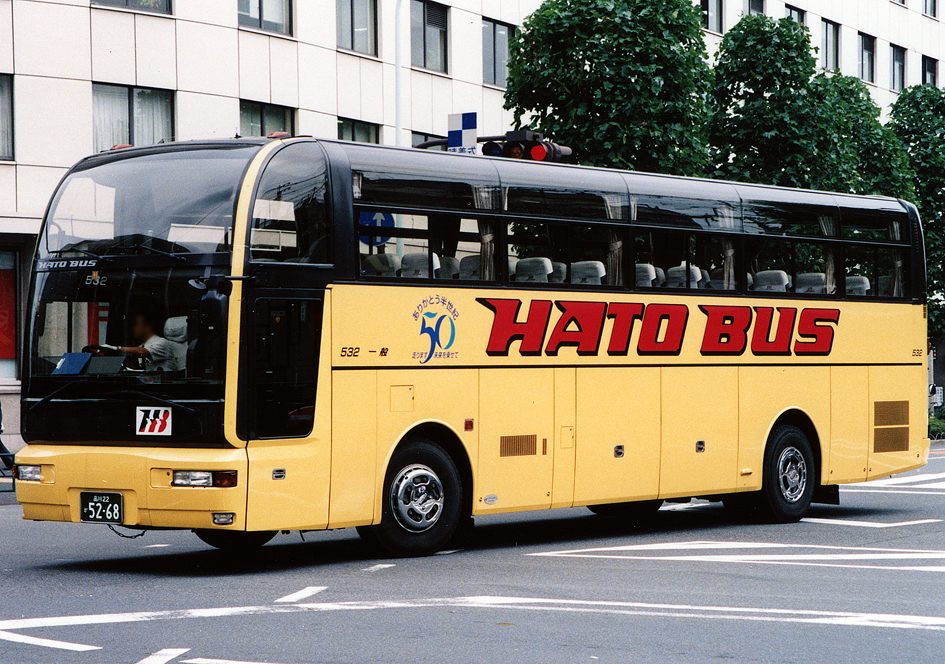
7S：五十鈴LV771R，哈多巴士
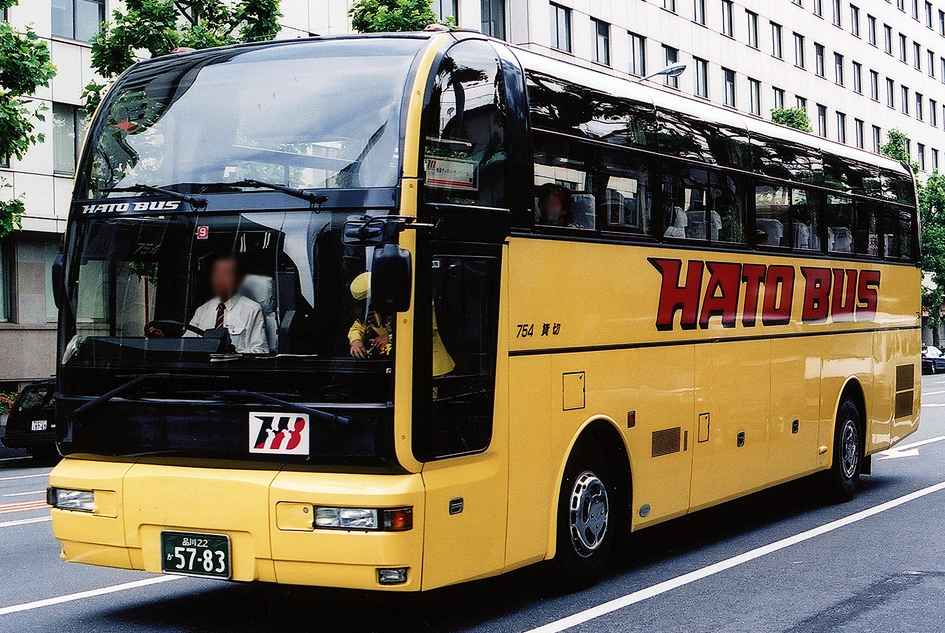
7S：五十鈴LV781R，哈多巴士
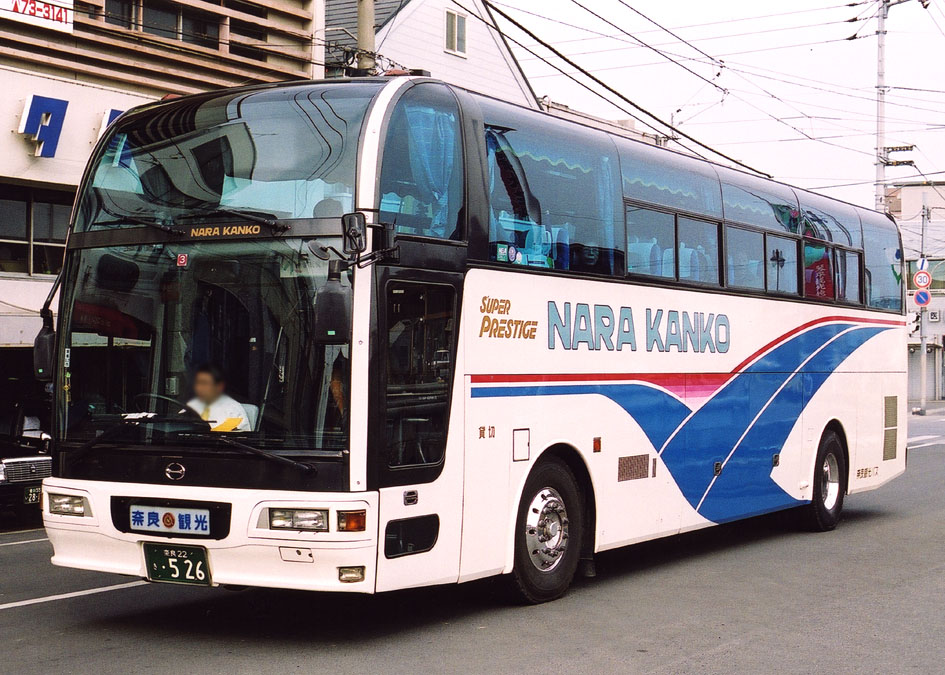
7S：日野RU4FSCB-GJ，奈良觀光
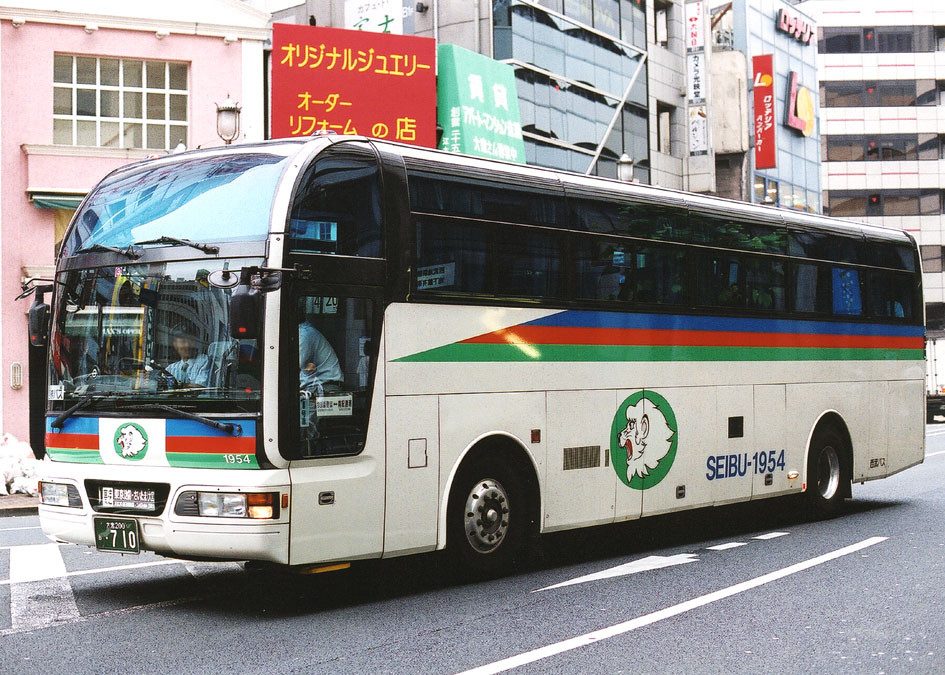
7S：日產柴油RA，西武巴士

- 17型S2 SVD用

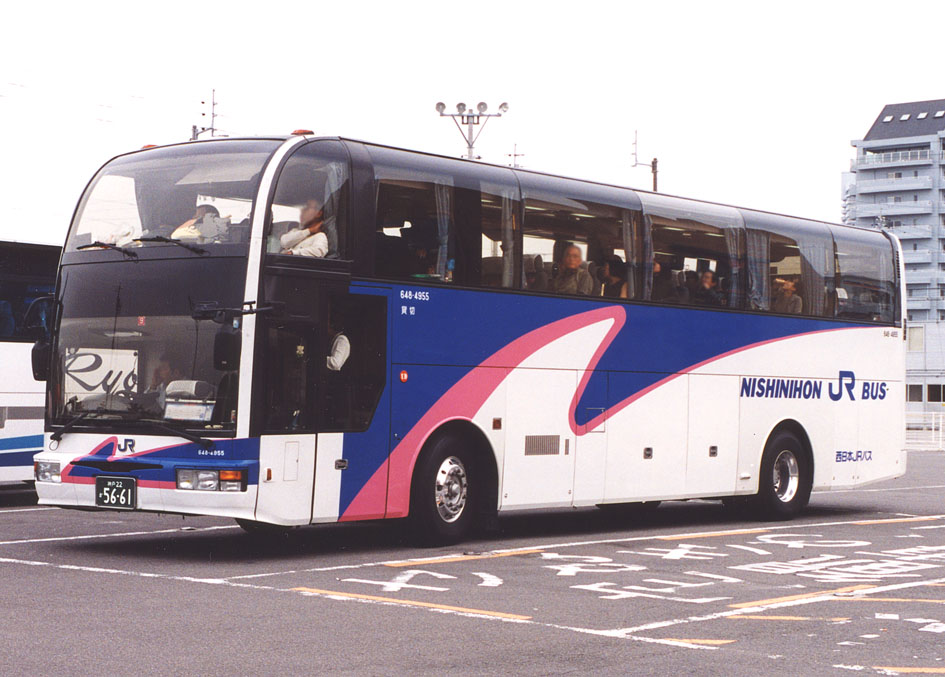
7S-SVD：日產柴油RA530RBU，西日本JR巴士
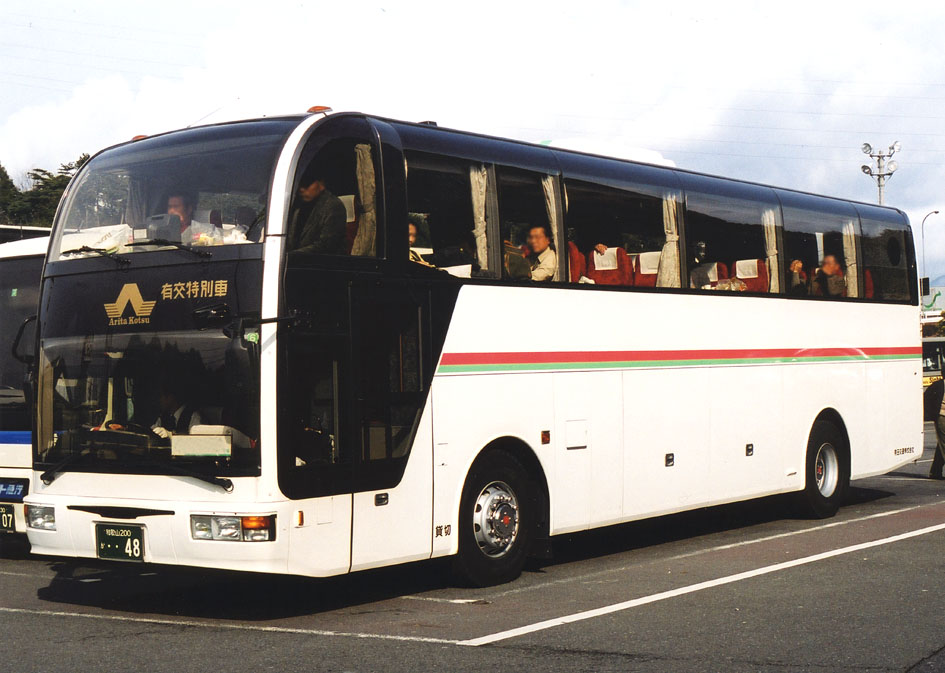
7S-SVD：日產柴油RA550RBN，有田交通

- 17型S3（7S 富豪Asterope 租賃用）

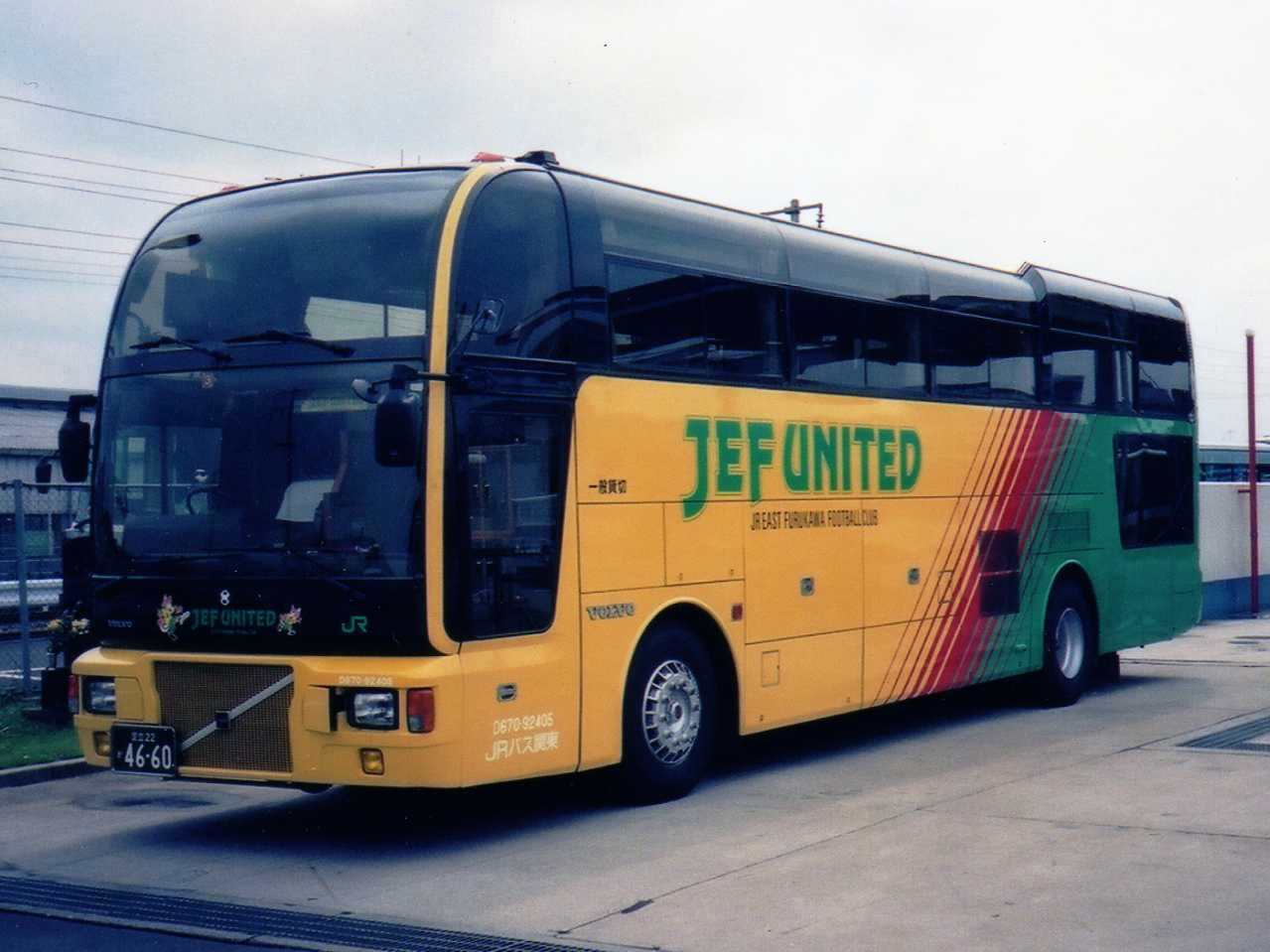
7S：富豪Asterope，JR巴士關東
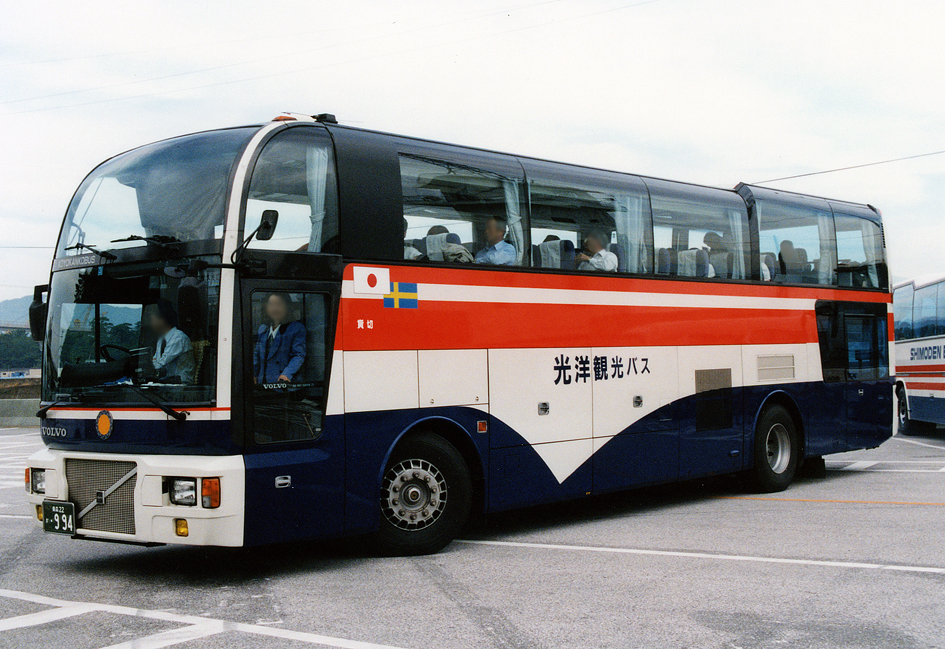
7S：富豪Asterope，光洋觀光巴士
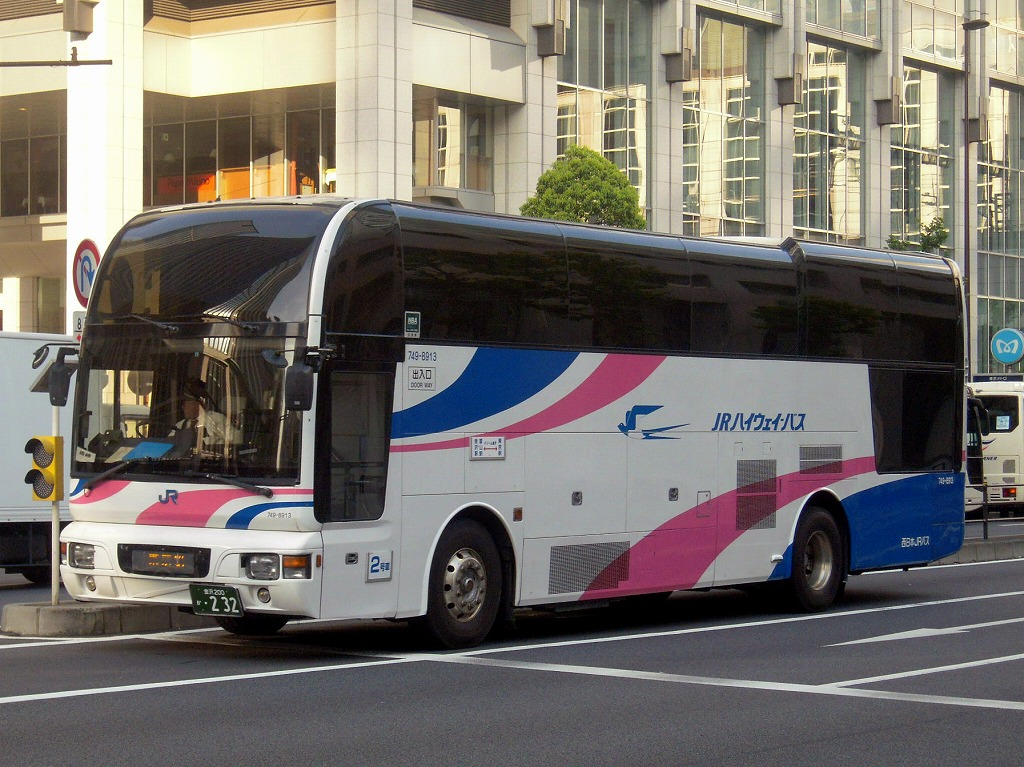
7S：富豪Asterope，西日本JR巴士
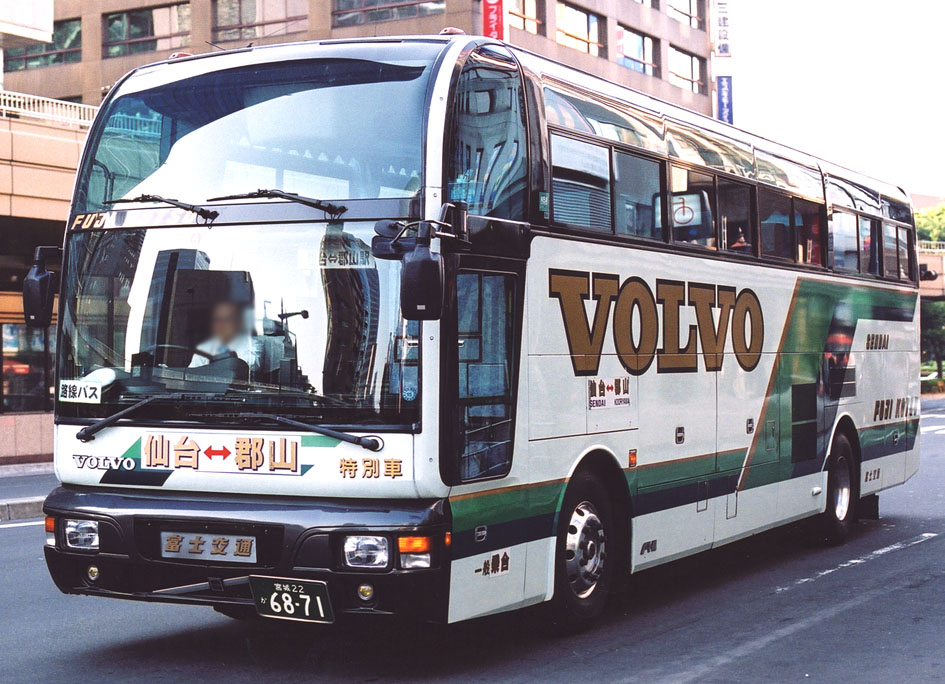
7S：富豪Asterope，富士交通

### R18型 1990年-2002年製造
- 18型B（8B、中型租賃用）

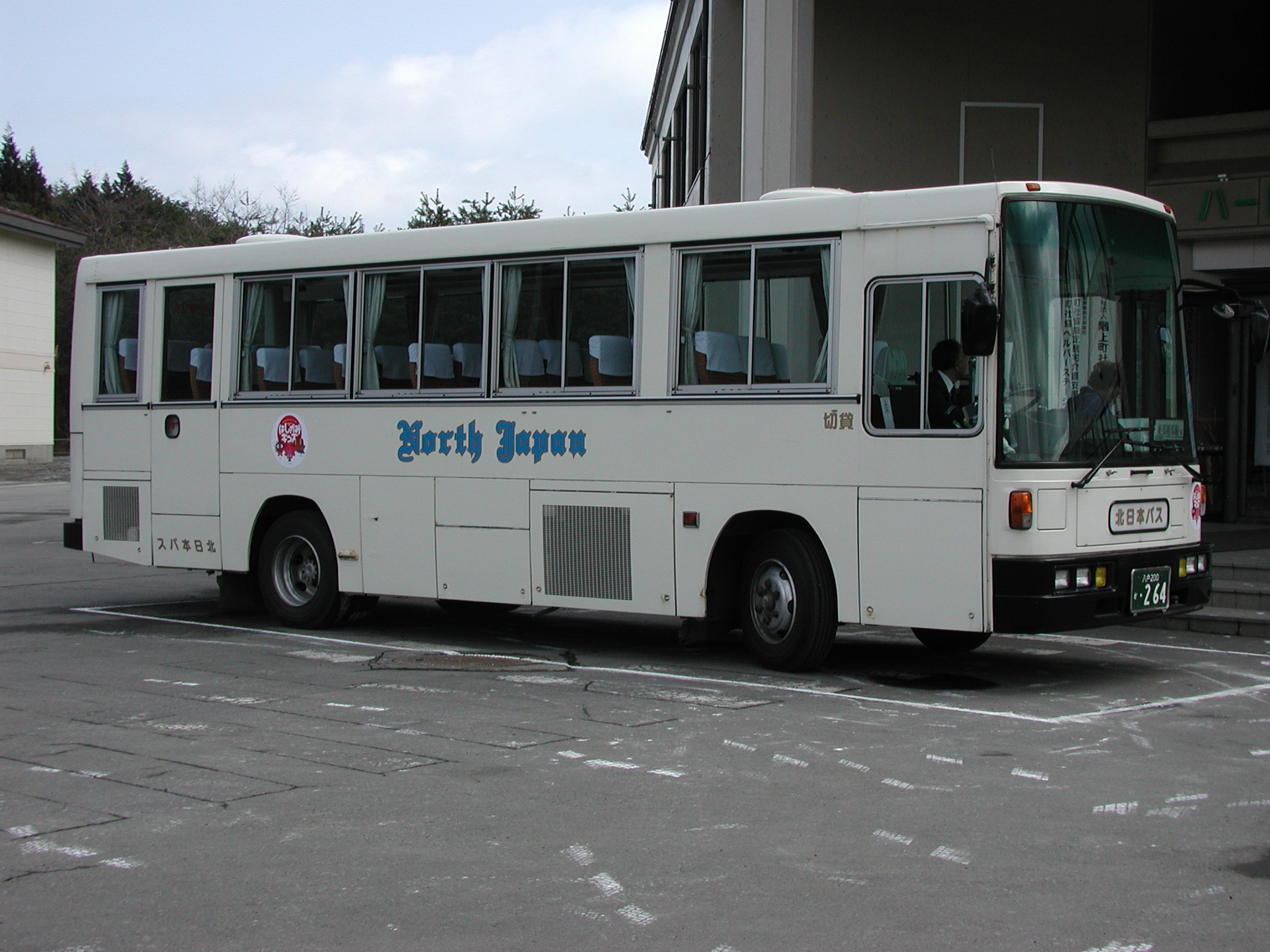
8B：日產柴油RM，北日本中央觀光巴士
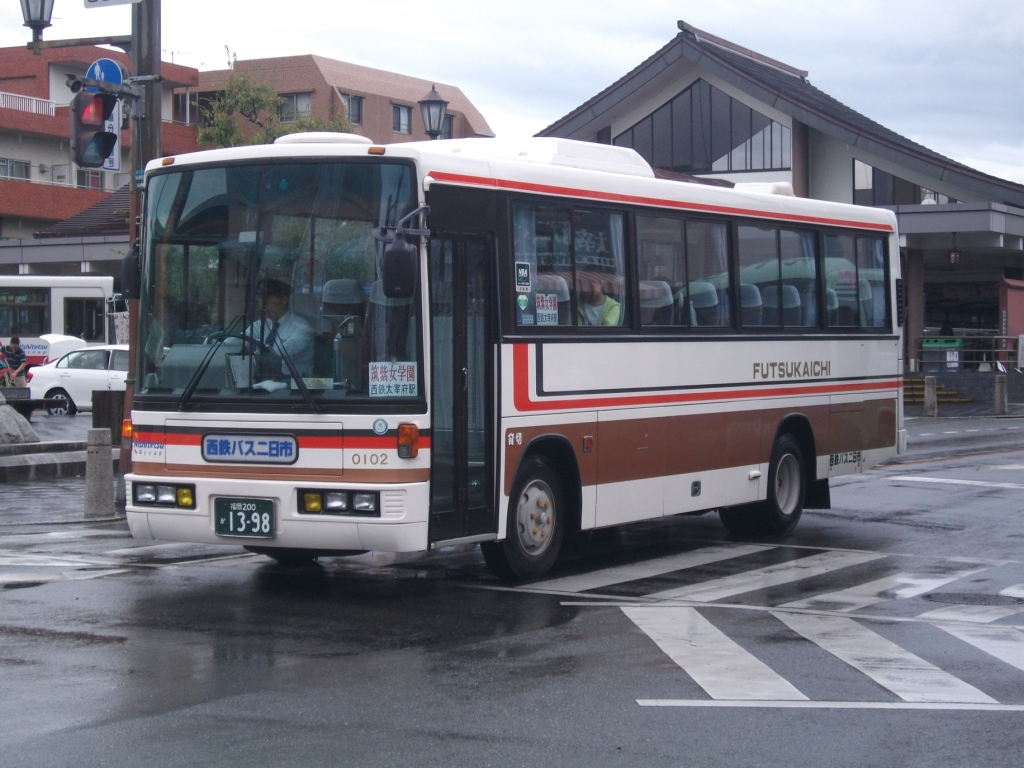
8B：日產柴油RM，西鐵巴士二日市
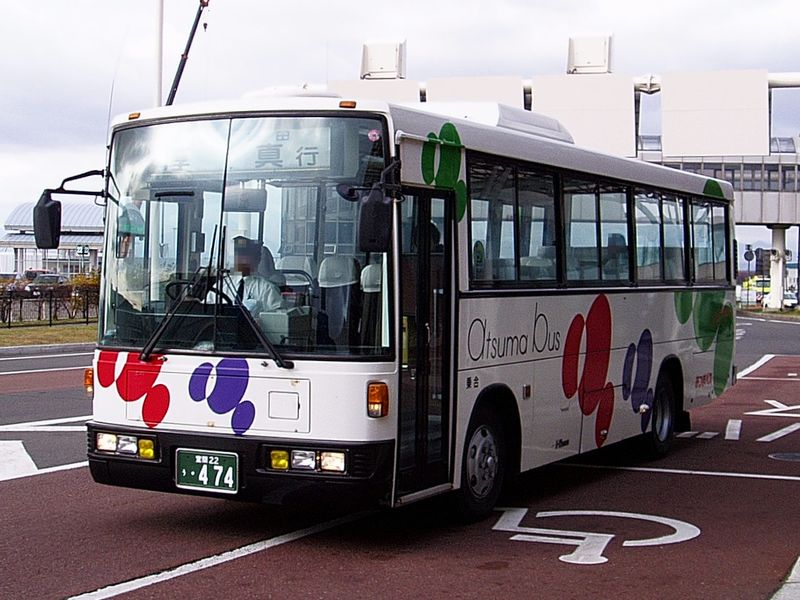
8B：日產柴油RM，厚真巴士（（日語）あつまバス）

- 18型E（8E、中型公車路線用）
- 18型M（中型租賃用）

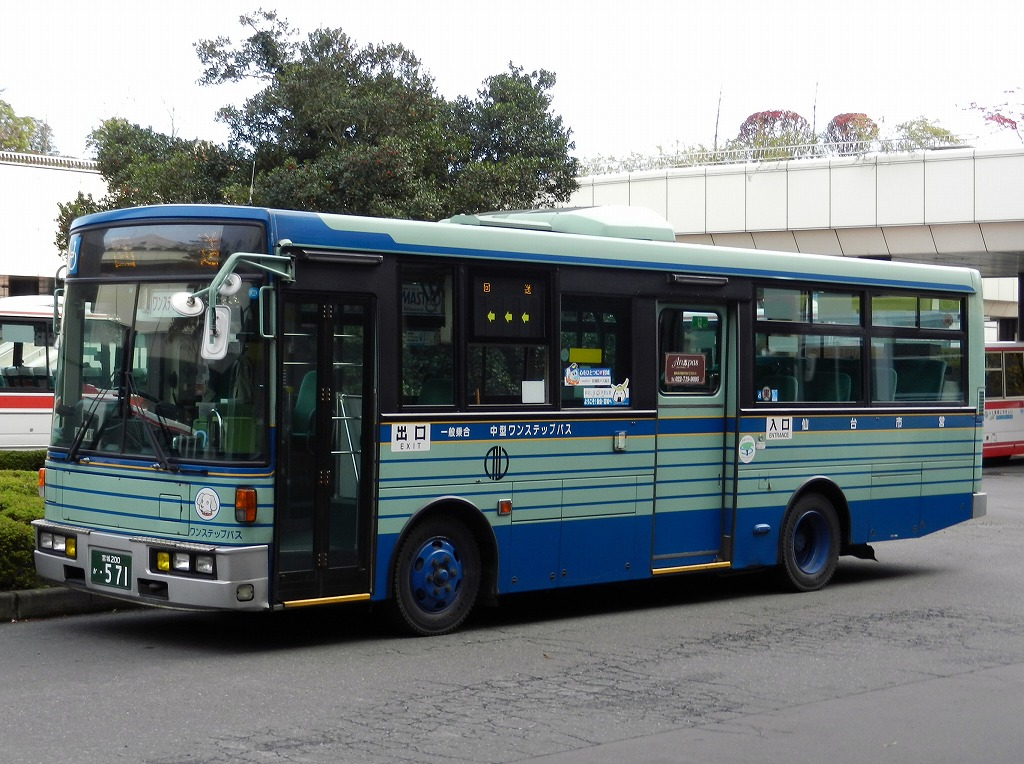
8E onestep：日產柴油RM，仙台市交通局
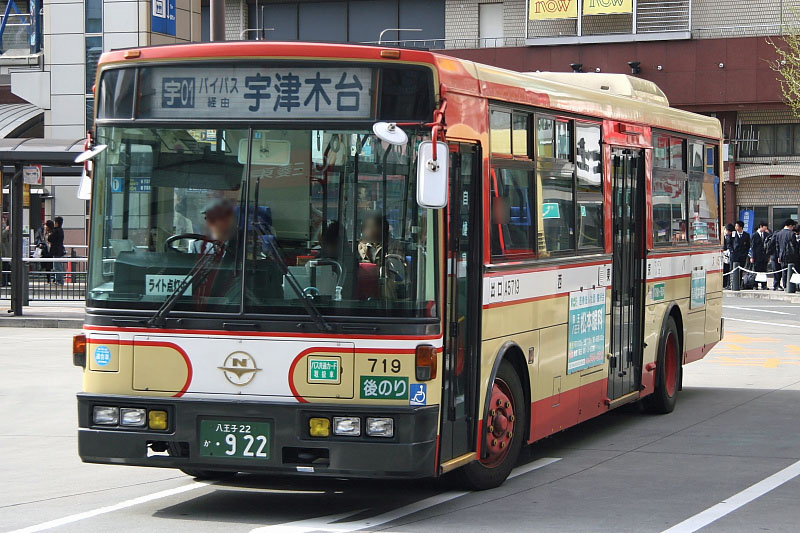
8E：日產柴油JP，西東京巴士

### R21型 2000〜2002年製造
- 21型M（1M 高車廂租賃用）
- 21型S（1S 超高車廂租賃用）

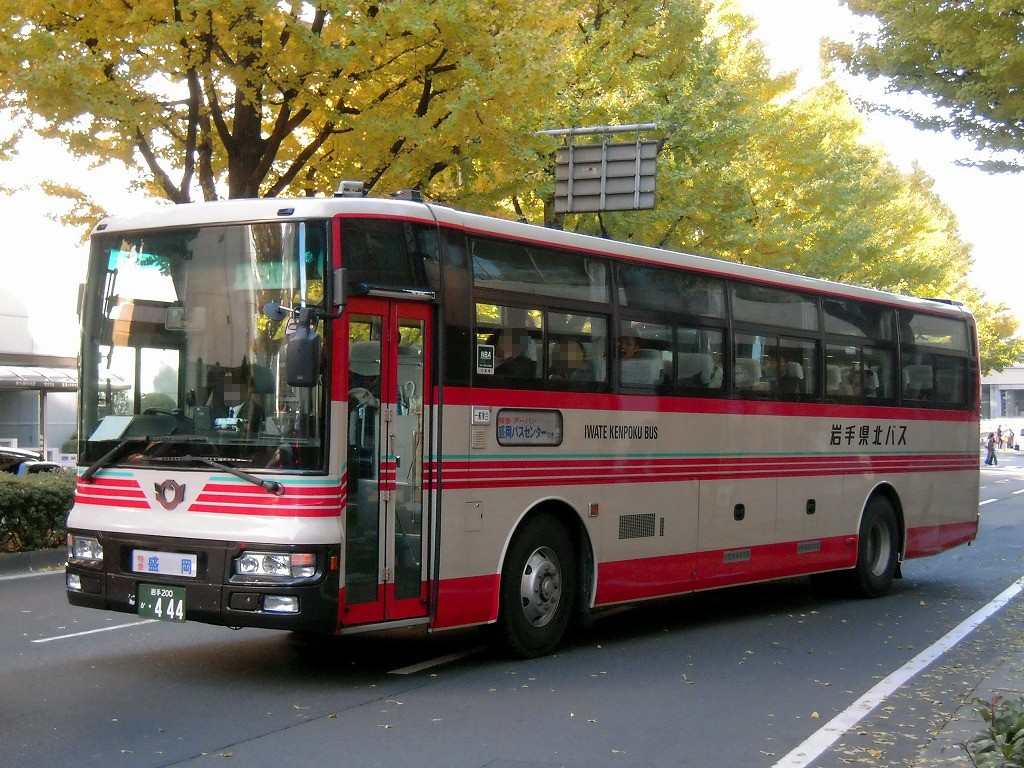
1M：日產柴油RA，岩手縣北自動車
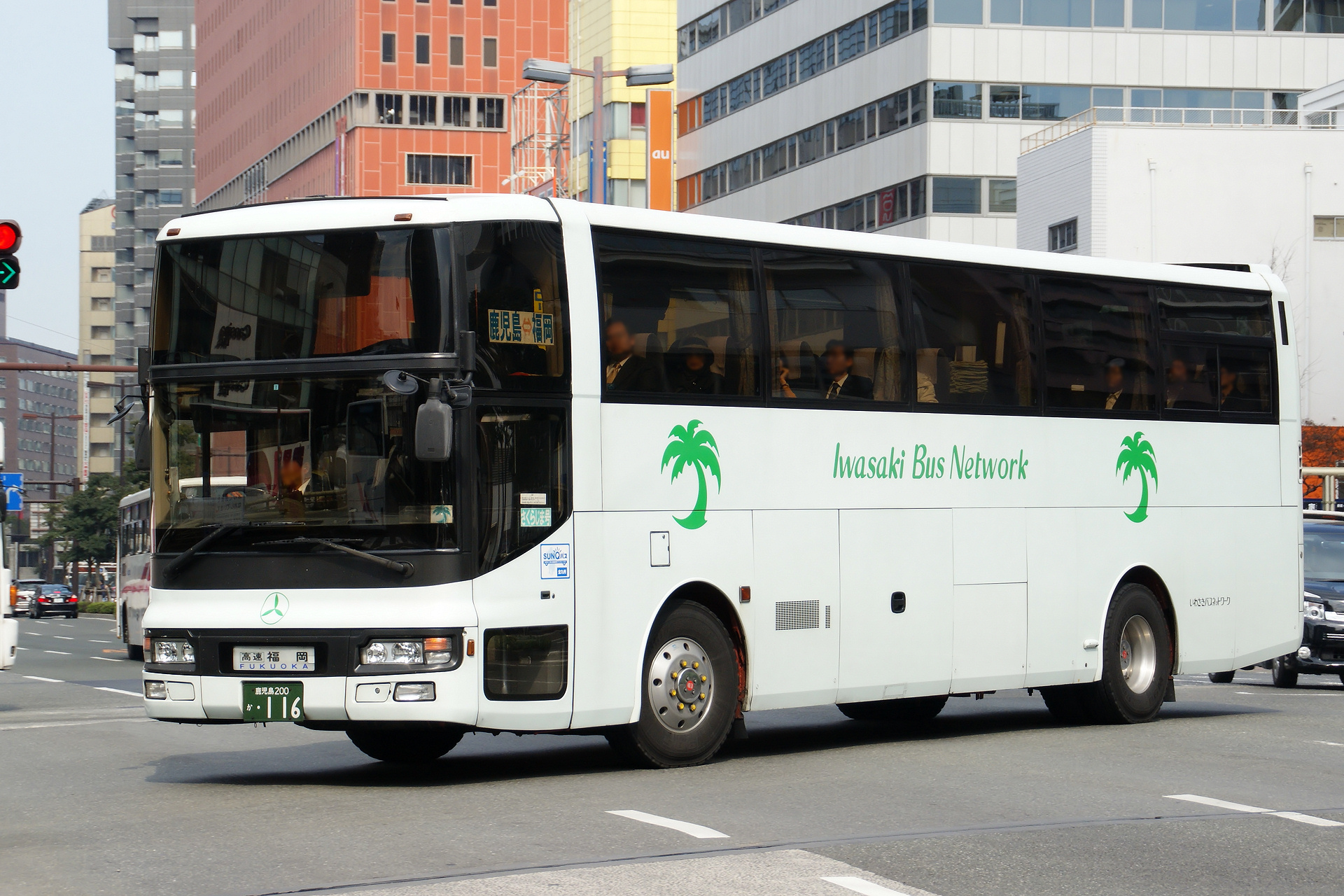
1S：日產柴油RA，岩崎巴士網
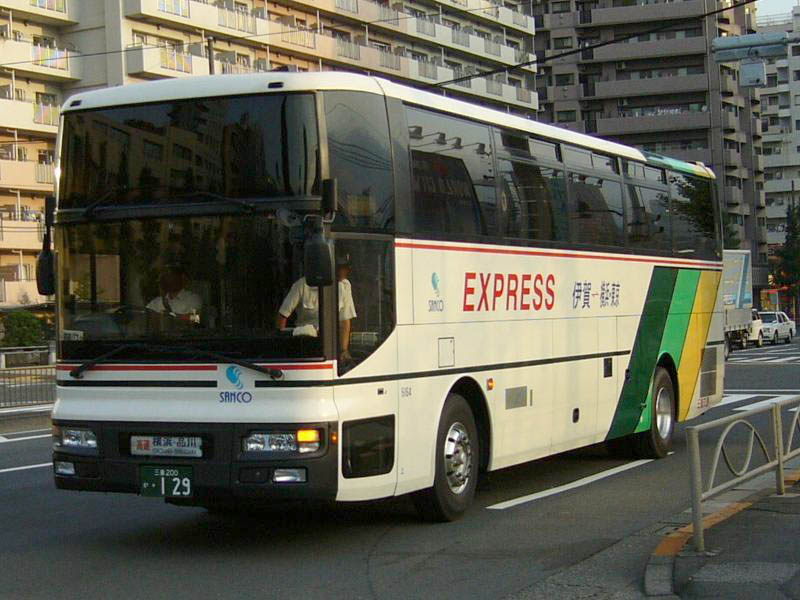
1S：五十鈴KL-LV774R2，三重交通

## 內部連結
- 速霸陸
- 桐生工業
- 百瀨晉六

## 外部連結
- （日語）桐生工業官方網站 （页面存档备份，存于）